# دبابات الجيش الألماني

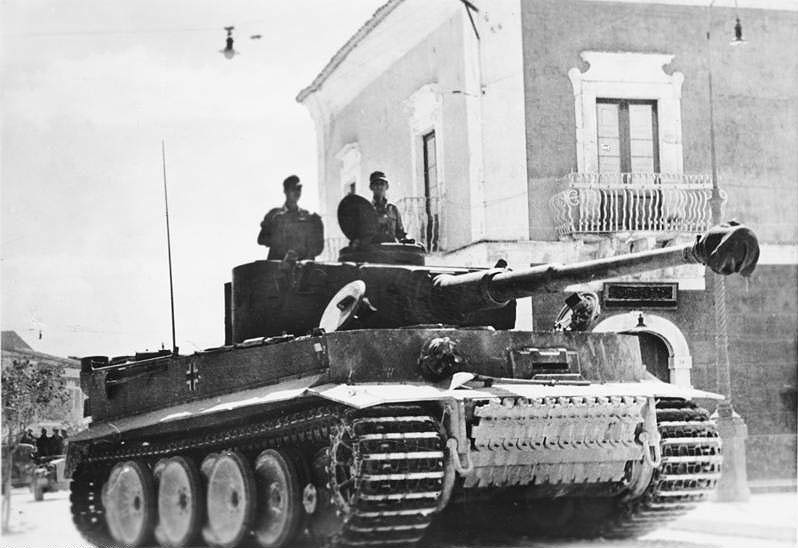
دبابة تايجر 1 الألمانية.

تتحدث هذه المقالة عن تاريخ الدبابات التي خدمت في الجيش الألماني من الحرب العالمية الأولى، وفترة ما بين الحربين، وبانزر الفيرماخت الألماني خلال الحرب العالمية الثانية، والحرب الباردة والأزمنة الحديثة.

## نظرة عامة
كان أول ظهور للدبابات في مطلع القرن العشرين أثناء الحرب العالمية الأولى، حيث زود الجيش البريطاني بدبابات مارك-1، وذلك لكسر جمود الجبهة في حرب الخنادق ضد الألمان. وهكذا تطور دور الدبابات كسلاح ليحقق الاختراق، ومن ثم الاستفادة منه لتطويره والتغلغل لمهاجمة العدو في العمق. بدأ كلا من البريطانيون والفرنسيون التجارب في عام 1915 ونشرو الدبابات من عام 1916 و1917. الالمان كانوا أبطأ في تطوير الدبابات وارسالها لساحات المعارك ووجهوا اهتمامهم نحو تطوير الأسلحة المضادة للدبابات.
كان الرد الألماني على النجاحات الأولية المتواضعة لدبابات الحلفاء هو الدبابة إيه 7 في، والتي تشابهت مع بعض الدبابات الأخرى في هذه الفترة، واستندت العجلات على جنازير كاتربيلر وجدت في جرار هولت أمريكي. في البداية لم تكن الدبابات تشكل تهديدا خطيرا لذلك أمرت القيادة الألمانية العليا بصناعة 20 دبابة أيه في 7 في والتي استخدمت في بعض العمليات بين شهر مارس وأكتوبر من عام 1918. عانت هذه الدبابة من اخطاء في التصميم مما جعل الألمان يستخدمون الدبابات التي استولوا عليها من البريطانيين بشكل أكبر من دباباتهم. عندما بدا جليًا ان الدبابة يمكن ان تلعب دورا أكبر في ساحات القتال بدأ الالمان بالعمل على تصاميم لدبابات خفيفة وثقيلة لكن عدد قليل من النماذج تم بنائه بالفعل. مع نهاية الحرب العالمية الأولى، ومع هزيمة ألمانيا في الحرب العالمية الأولى صودر العدد الأكبر من هذه النماذج ووجب على ألمانيا بناء دبابات جديدة.
بعد الهدنة، تمت مصادرة جميع الدبابات من أيدي الألمان. في نهاية المطاف، تم إلغاء جميع هذه الاتفاقيات تقريبًا، وحظرت مختلف معاهدات ما بعد الحرب على القوى المركزية السابقة بناء أو امتلاك الدبابات.

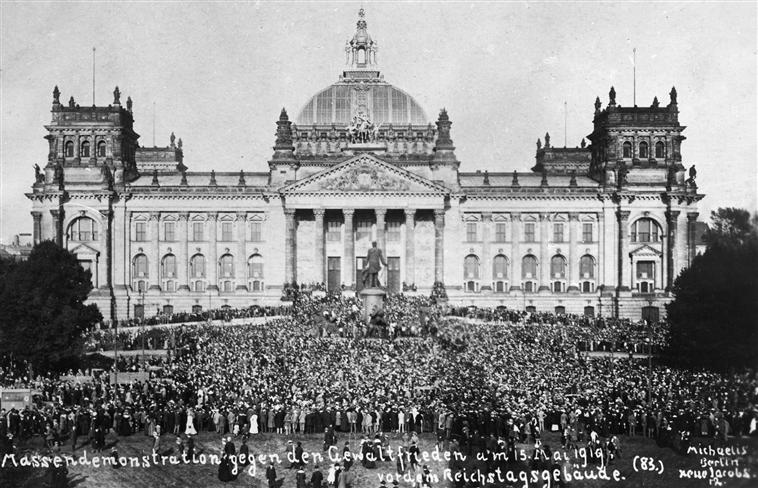
مظاهرة ألمانية ضد معاهدة فرساي أمام مبنى الرايخستاغ

في 30 يناير 1933، تم تعيين أدولف هتلر مستشارًا لألمانيا. على الرغم من أنه ترأس في البداية حكومة ائتلافية، إلا أنه سرعان ما أزاح شركائه الحكوميين. تجاهل القيود المفروضة بموجب معاهدة فرساي (1919) كما فعلت قوات الحلفاء بعد انتهاء الحرب العالمية الأولى - وشرع بإعادة التسلح، والموافقة على تطوير العديد من تصاميم الدبابات الألمانية.
استخدم الجيش الألماني لأول مرة الدبابات الخفيفة بانزر 1، جنبا إلى جنب مع بانزر-2، ولكن الدعائم الأساسية كانت بانزر-3 وبانزر-4 التي تم إصدارها في عام 1937. أصبحت بانز-4 العمود الفقري لقوات البانزر الألمانية وراس الحربة في بيلتزكريغ أو الحرب الخاطفة. خلال غزو روسيا في عام 1941، واجه الألمان الدبابات السوفيتية تي-34 الشهيرة والتي كانت متطورة ومتفوقة على الدبابات الألمانية في ذلك الوقت. هذا جعل ألمانيا تطور دبابة البانثر أو بانزر-5 ردا على ذلك. كان مدفع البانثر ذو 75 ملم حيث يمكنه أن يخترق الدبابات السوفيتية. كما طورت ألمانيا دبابة النمر-1 أو التايجر ون الثقيلة، التي صدرت في عام 1942. التايجر كان بإمكانها هزيمة أي دبابة للحلفاء، فسرعان ما انضم إليها دبابة تايجر-2، المعروفة أيضا باسم كينج تايجر، ولكن تم إنتاج عدد قليل جدا من هذه الدبابات.

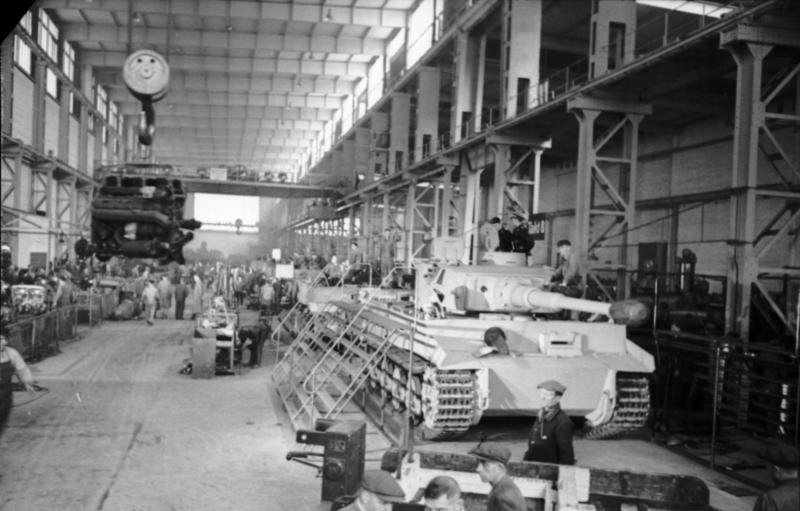
تايجر 1 على خط الإنتاج. 1944

عانت الدبابات الألمانية خلال الحرب العالمية الثانية من مشاكل ميكانيكية وكانت صعبة الصيانة نظرا لتعقيد التصميمات واختلافها كما كانت صعب التصنيع وتستغرق وقتا طويلا. كما أن دخول العمال المجبورين على العمل في التصنيع أدى إلى تخريبهم عمدا بعض الاجزاء في عملية التصنيع. فلم يكن هؤلاء العمال راضين عما يقومون به ولم يكونوا بمستوى العمال الألمان الأكفاء نظرا لأرسالهم لساحات المعارك. إحدى الملاحظات المهمة كانت الموثوقية الضعيفة للدبابات الألمانية مثل دبابتي بانثر وتايجر. يعني الفشل الميكانيكي المستمر أن فرق الدبابات الألمانية نادراً ما تكون قادرة على تقديم مجموعة كاملة من الدبابات وغالباً ما تقلصت إلى أقل من 50٪ من الاستعداد القتالي. يشير كتاب المعركة الاخيرة لكورنيليوس رايان إلى 7 ملايين عامل أجنبي تم جلبهم قسراً إلى ألمانيا للعمل في المصانع والشركات - والعديد منهم في خطوط التجميع العسكري. كتب رايان على وجه التحديد عن هؤلاء العمال الأجانب في تصنيع الدبابات الألمانية، الذين قاموا بتخريب كل جزء يمكنهم  وربما ساهموا في معدل انهيار الدبابات الألمانية في الميدان. وقد تأثرت هذه الدبابات بشكل خاص في وقت لاحق في الحرب عندما حل العمل الجبري محل القوى العاملة الألمانية في تصنيعها. يسرد كتاب «الحرب في الغرب: ألمانيا الصاعدة 1939-1941» أن ألمانيا، كانت على الجبهة المقابلة تعاني من نقص شديد في إنتاج الآليات والمعدات، على الرغم من امتلاكها لجيش جرار، ومما يعني أن الألمان كانوا يعتمدون على قوة الحصان وضربات المشاة. وأدى الاتجاه لاستخدام هذا العدد الكبير من الرجال الألمان على جبهة القتال، إلى الاضطرار لتسخير واستغلال العبيد وأسرى الحرب للعمل في المصانع، وتأثرت القدرة الإنتاجية والجودة بسبب أن القوى العاملة (من العبيد وأسرى الحرب) كانت تعاني من نقص التغذية وسوء المعاملة.

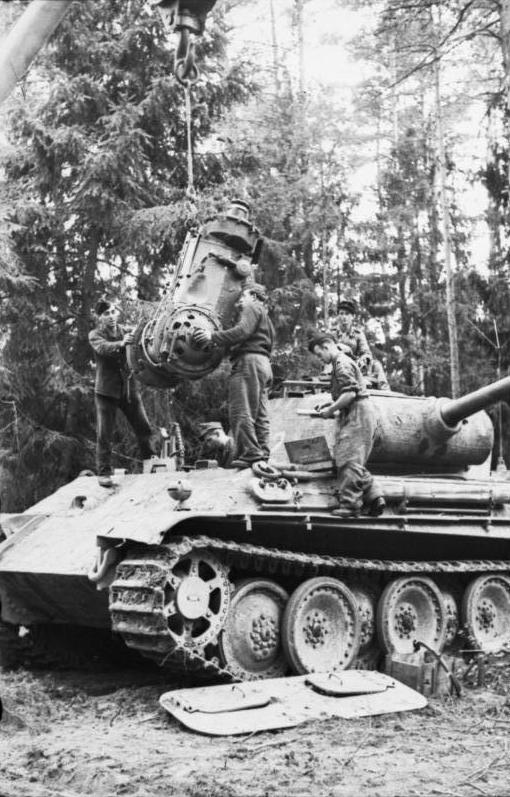
عملية إصلاح نزير دبابة بانثر

في معركة كورسك، عندما انتقلت دبابات التايجر التي وصلت حديثًا إلى مناطق تجميعها، واجهت 45 دبابة من أصل 200 مشكلة ميكانيكية تتطلب الإصلاح. مثال جيد كان فرقة غروس دویتشلاند، التيضمت لواء من كتيبتين من دبابة بانثر أوسف دي الجديدة تحت سيطرتها التشغيلية قبل المعركة. بعد إطلاق عملية القلعة، ابتليت دبابات بانثر الجديدة بمشاكل فنية، عانت من حرائق في المحرك وانهيار ميكانيكي، العديد قبل الوصول إلى المعركة، التي انخرطت فيها الفرقة بشكل كبير. كما أنها قد أثرت على عدم مشاركة فرقة غروس دویتشلاند فيالملحمة التي أعقبت معركة بروخوروفكا، حيث تم الاحتفاظ بها في الاحتياط.

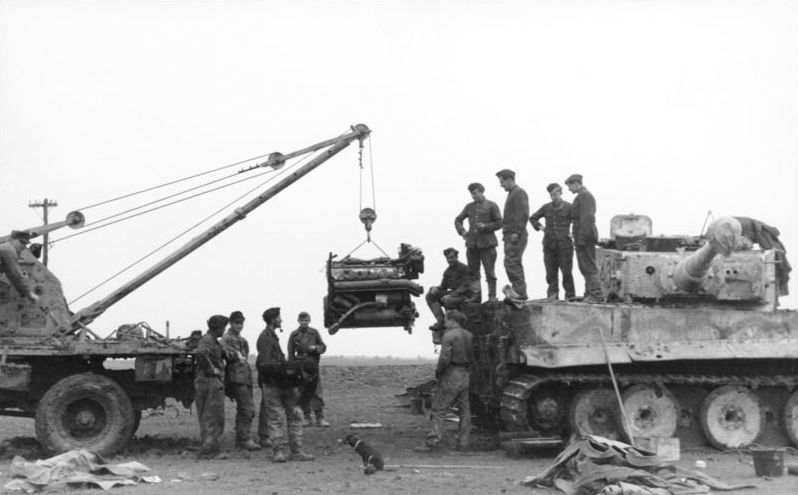
تاير تخضع لإصلاح المحرك

دمرت المصانع والصناعة الألمانية بحلول نهاية الحرب العالمية الثانية، ولكن بحلول الخمسينيات، بدأت الأمة تنظر في تصميم دبابات جديدة. بدأ تصميم الدبابة التالية كمشروع تعاوني بين ألمانيا وفرنسا في الخمسينيات،  ولكن انتهت الشراكة، وتم طلب التصميم النهائي من قبل الجيش الألماني، بدأ إنتاج دبابة ليوبارد 1 من عام 1965. في المجموع، تم بناء 6,485 دبابة من طراز ليوبارد 1، منها 4,744 دبابة قتال و1741 كانت نماذج متعددة الاستخدامات والمضادة للطائرات. أصبحت دبابة ليوبارد بسرعة معيارًا للقوات الأوروبية، وعملت في النهاية كدبابة قتال رئيسية في ألمانيا. تم استبدالها بدبابة ليوبارد 2.

## التصميم والتطوير الألماني
يمكن تتبع تطور الدبابات الألمانية إلى عام 1911، عندما اقترح النمساوي Oberleutenant Gunther Burstyn تصميمًا لـ «مدفع محمول على عربة» ("Motorgeschütz") مع برج. حصل على براءة اختراع لتصميمه في عام 1912 في ألمانيا لكنه لم يتقدم أبدًا إلى ما ابعد من مرحلة على الورق.

### الحرب العالمية الأولى
سند مشروع سري للبحرية البريطانية لتقوم بتطوير الدبابة وتدريب طواقمها على اعتبار أنها من السفن البرية، وجائت باكورة هذه الجهود في أيلول من العام 1915، بصنع أول نموذج ناجح للدبابة البريطانية ليتل ويلي. وللحفاظ على السرية نقلت هذه المركبات الجديدة على أنها خزانات للمياه، ومن هنا أخذت أسمها بالإنكليزية Tank أي خزان. أشتركت دبابتي من طراز مارك-1 البريطانية الصنع في القتال أثناء معركة فليرس كورسيليت (جزء من معركة السوم) في 15 سبتمبر 1916، وطور الفرنسيون دبابة شنيدر.سي.آي-1، واستعملوها لأول مرة في 16 أبريل 1917. بعد ظهور الدبابات البريطانية الأولى على الجبهة الغربية، شكلت وزارة الحرب لجنة خبراء من الشركات الهندسية الرائدة، مسؤولة أمام Allgemeines Kriegsdepartement ،Abteilung 7،Verkehrswesen («إدارة الحرب العامة، الفرع السابع، النقل»)،  تم وضع مشروع تصميم وبناء أول دبابة ألمانية تحت إشراف جوزيف فولمر، وهو مصمم ومصنع سيارات ألماني رائد. تم اختياره لتصميم الدبابات الألمانية إيه7في في الحرب العالمية الأولى، وGroßkampfwagen أو دبابة كيه-واجن وهي دبابة ألمانية ثقيلة للغاية، تم الانتهاء من نموذجين أوليين تقريبًا بحلول نهاية الحرب العالمية الأولى.

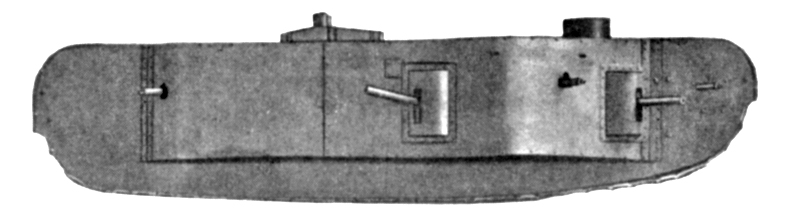
دبابة كيه-واجن -بانزركامفاجن

كانت دبابة إيه7في التي دخلت فعليًا في الحرب، تُعرف باسم شتورم بانزرفاجن إيه7في، التي سميت على اسم اللجنة التي أشرفت على تطويرها. كانت تزن حوالي 30 طنًا، قادرة على عبور خنادق يصل عرضها إلى 1.5 متر، ولديها أسلحة بما في ذلك مدفع في الأمام والخلف بالإضافة إلى عدة رشاشات، وتصل إلى سرعة قصوى لا تقل عن 12 كم / ساعة. كانت معدات الجري تعتمد على جرار هولت، وتم نسخ أجزاء منه من نماذج مستعارة من الجيش النمساوي. بعد مشاركة الخطط الأولية مع الجيش في ديسمبر 1917، تم توسيع التصميم ليكون هيكلًا يمكن استخدامه كقاعدة لكل من الدبابات اوبالنفاهن («مركبة فوق الأرض»). مدعومًا بمحركين من دايملر، تم عرض الدبابة لأولى مرة في هجوم الربيع عام 1918. داخليا، كانت شتورم بانزركامفان ضيقة. تم استدعاء ما لا يقل عن 18 رجلاً لتشغيل الآلة إلى أقصى إمكاناتها. كان مدفعها الرئيسي من عيار 57 ملم في الأمام، كان بإمكان المشغلين الداخليين الوصول إلى اثنين رشاشين من عيار 7.92 مم في الخلف مع أربعة أخرى على طول الوحش الفولاذي - اثنان إلى جانب. وسيتعين معالجة كل مدفع رشاش من قبل شخصين آخرين لكل واحد - لإطلاق نار ومورد إعادة تجهيز الذخيرة. وضع المحرك في منتصف منتصف التصميم مع وجود مكونات الترس الرئيسية تحت الجزء الخلفي. طاقم من اثنين سيقود الجبهة مدفع رئيسي من عيار 57  ملم، أحدهما يطلق بينما الآخر يحمل السلاح. جلس سائقان في منطقة الميزان الوسطى العليا يشغلان عجلة القيادة وأدوات التحكم في الذراع. تم تخصيص التستيف لأسلحة الطاقم الفردية في شكل بنادق. أثناء التصميم النهائي، تمت إزالة المدفع المواجه للخلف وتم زيادة عدد المدافع الرشاشة إلى ستة.

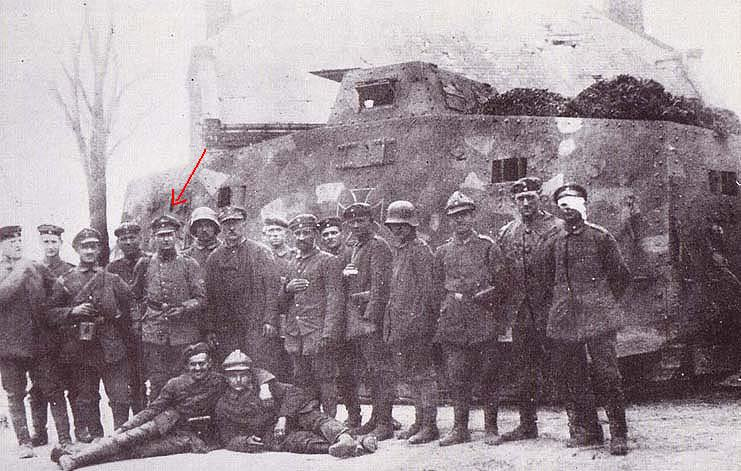
دبابة إيه7في الألمانية تسمى ألتر فريتز الخامسة من اليسار لوتانانت إرنست فولكهايم (Arrowed)

من الناحية النظرية، بدت فكرة وجود صندوق مدرع مليء بجميع أنواع الأجهزة القاتلة سليمة. من الناحية العملية، كان التصميم بعيدًا عن الكمال بسبب حجمه الكبير. كانت المركبة ثقيلة للغاية، مما يجعل من غير العملي استخدامها في التضاريس غير المستوية. كان النظام بطيئًا أيضًا، وغالبًا ما يعني أنه يمكن تجاوزه بالمشاة نفسها التي كان من المفترض أن تساعدها. كما جعلت المسارات القصيرة لنظام الجرار السيارة غير آمنة نسبيًا ولا يمكن السيطرة عليها في بعض الحالات. إذا كان لدبابة إيه7في نعمة إنقاذ واحدة، فقد كانت حماية الدروع الشاملة للطاقم لا يعلى عليها الأمال- حتى عند مقارنتها بالتصاميم البريطانية - أكثر من بوصة في بعض المناطق. تم إنتاج عشرين دبابة، وأولها أصبحت جاهز في أكتوبر 1917. تم استخدام إي7في لأول مرة في سانت كوينتين في 21 مارس 1918. على الرغم من أن بعض ميزاتها، مثل المسارات النابضة والدروع السميك، جعلته أفضل من الدبابات البريطانية في ذلك الوقت، كانت إي7في أقل نجاحًا كمركبة قتالية. تتعلق المشاكل الرئيسية بموثوقيتها الميكانيكية والصعوبة التي واجهتها في عبور خنادق العدو.

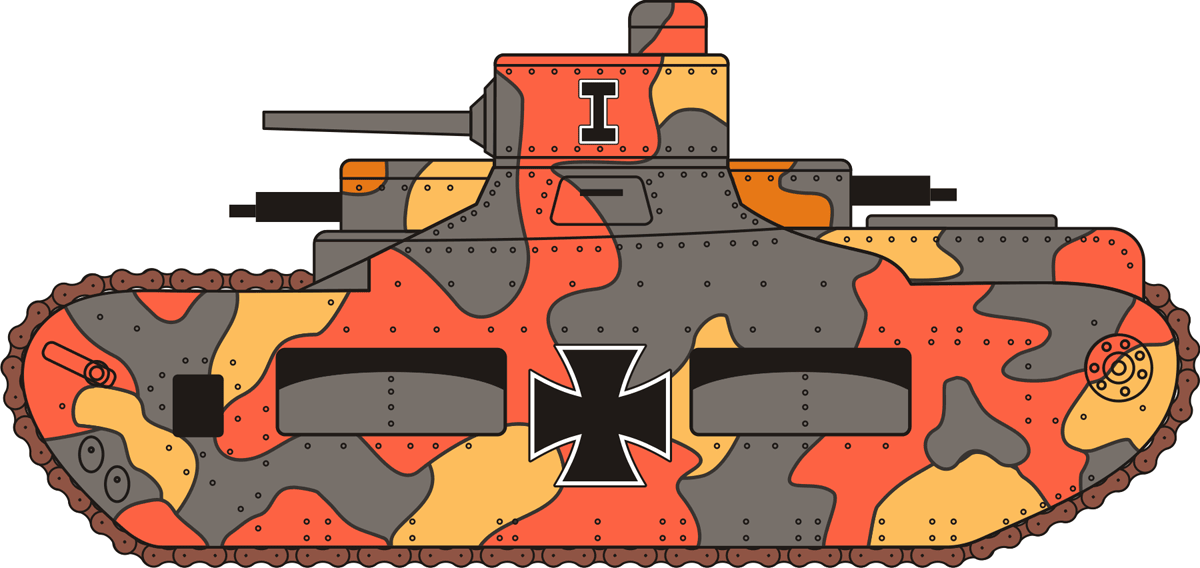
شتورم بانزرفاجن أوبا شليزين

بحلول وقت وصول شتورم بانزرفاجن، كان الألمان قد طوروا بنجاح علامتهم التجارية الخاصة من المقذوفات الخارقة للدروع أيضًا. قرب نهاية الحرب العالمية الأولى، كان من الواضح أن إي7في كانت فاشلة، حيث كانت بطيئة للغاية وخرقاء في العمل وبطيئة في البناء. لذلك، تقرر أن هناك حاجة لدبابة أخف يمكن أن تقود عمليات الهوم ويمكن أن يتم إنتاجه بكميات كبيرة، وكان تسمى شتورم بانزرفاجن أوبا شليزين.
قدمت ثلاث عشرة شركة عروضا للحصول على عقود وفي منتصف عام 1918 تم تعيين تصميم كابتن مولر لتصميم أوبا شليزين ايزينفا لغليفيتسه، والذي أكمل جزئيًا نموذجين أوليين بحلول أكتوبر 1918. كان تصميمًا جذريًا لدبابة هجومية مدرعة سريعة الحركة.
تضمن أوبا شليزين مسارًا تم وضعه تحت الدبابة ولفه حوالي نصفه فقط. ضحى التصميم بالدروع من أجل السرعة ولم يتطلب سوى محرك بقوة 180 حصان للجسم 19 طنًا، مما يمنحه سرعة أرضية متوقعة تبلغ 14 كم / ساعة (8.7 ميل في الساعة).
تميزت الدبابة بميزات متقدمة مثل مدفع رئيسي مثبت على قمة الدبابة في برج دوار مركزي، ومقصورة منفصلة للقتال ومحرك، ومحرك مثبت في الخلف ومسار منخفض. لم يتم الانتهاء من نماذج الاختبار المطلوبة ولا «أوبا شليزين 2» المحسنة المخطط لها بالفعل قبل نهاية الحرب.
في النهاية، نفاد الوقت من التصاميم الجديدة والقيود المفروضة على تصميم دبابة 7في، وكونك جزءًا من الجانب الخاسر من الحرب والقتال في وضع دفاعي، كل ذلك أدى إلى محاولة أولية متوسطة جدًا في مجال تصميم الدبابات للألمان. 

### فترة ما بين الحربين
حظرت معاهدة فرساي ما بعد الحرب العالمية الأولى لعام 1919 تصميم وتصنيع ونشر الدبابات داخل الرايخويهر. عندما سقطت الإمبراطورية الألمانية بيد الحلفاء، دفع المنتصرون لفرض قيود صارمة على القدرات العسكرية في البلاد، وتحملت ألمانيا العبء الأكبر من اللوم على الغرب وأجبرت على توقيع معاهدة فرساي في يونيو 1919. تضمنت القيود المفروضة على الجيش البري جيشًا من المشاة قوامه 100,000 جندي، ولا توجد دبابات على الإطلاق من أي نوع وعدد قليل من المركبات المدرعة للخدمة الفورية. تنص الفقرة الرابعة والعشرون من المعاهدة على غرامة قدرها 100,000 مارك ألماني والسجن لمدة تصل إلى ستة أشهر لأي شخص «[يصنع] عربات مدرعة أو دبابات أو آلات مماثلة، يمكن تحويلها للاستخدام العسكري».

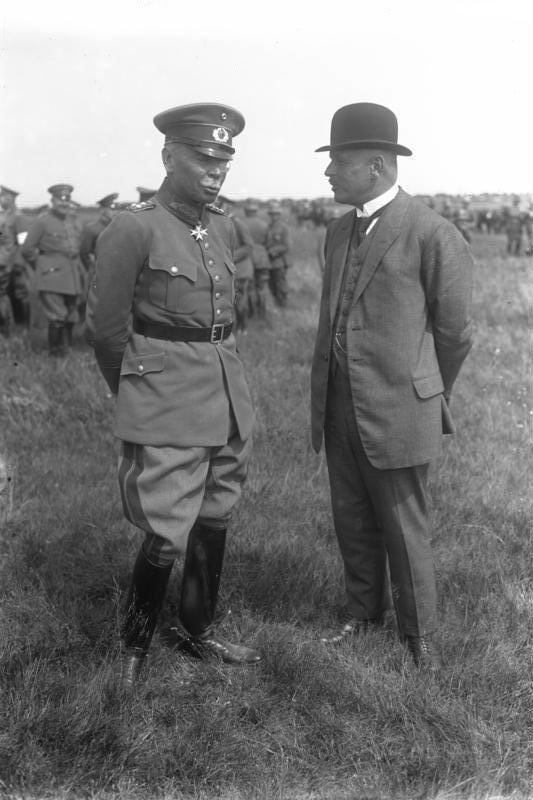
القائد العام الألماني هانز فون سيكت (على اليسار) عام 1930

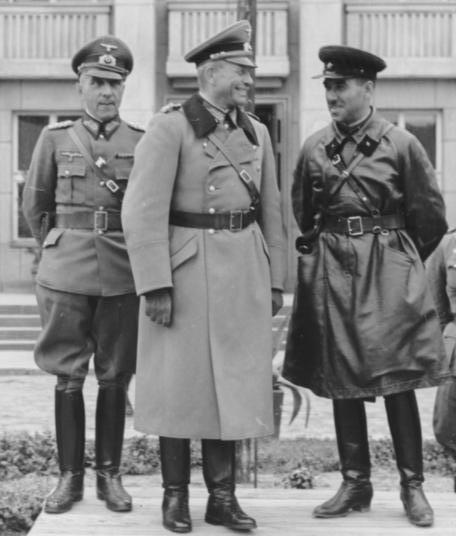
الجنرال هاينز جوديريان (وسط) مع ضابط سوفيتي في عرض ألماني سوفيتي مشترك في بريست.

على الرغم من القوى العاملة والقيود التقنية المفروضة على الجيش الألماني بموجب معاهدة فرساي، أنشأ العديد من ضباط الرايخويهر هيئة أركان عامة سرية لدراسة الحرب العالمية الأولى وتطوير الاستراتيجيات والتكتيكات المستقبلية. أصبح أحد هؤلاء الضباط الرايخويهر، هانز فون سيكت، القائد العام. أخذ سيكت بعين الاعتبار الدروس المستفادة في الحرب العظمى وشرع في إعادة وضع أساس الجيش الألماني. لا يزال المشاة قلبًا وروحًا لأي هجوم مخطط له، لكن الدبابة ستصبح رأس الحربة للأعمال التي يمكن أن تحطم دفاعات العدو من خلال السرعة وقوة الدروع والقوة النارية. تضمنت التكتيكات تقسيم تشكيلات العدو والتصدي لهات التي تنطوي على حركات الكماشة لإحاطة العدو وإفساده في النهاية. بحلول عام 1926، أعيدت كتابة عقيدة الجيش الألماني لتحقيق هذه الرؤية. على الرغم من أن مفهوم الدبابة كسلاح حرب متنقل التقى في البداية باللامبالاة، فقد تم تشجيع الصناعة الألمانية بصمت للنظر في تصميم الدبابة، في حين تم التعاون الهادئ مع الاتحاد السوفيتي. في أواخر عشرينيات وأوائل ثلاثينيات القرن العشرين، تعاون الألمان بشكل وثيق مع الروس في تطوير المركبات المدرعة، التي تم اختبارها في مدرسة دبابات كاما، بالقرب من قازان في اتحاد الجمهوريات الاشتراكية السوفياتية. كان هناك أيضًا تعاون عسكري طفيف مع السويد، بما في ذلك استخراج البيانات التقنية التي أثبتت أنها لا تقدر بثمن لتصميم الدبابات الألمانية المبكرة.
في وقت مبكر من عام 1926، أنتجت العديد من الشركات الألمانية، بما في ذلك راينميتال ودايملر-بنز، نموذجًا أوليًا واحدًا بمدفع كبير بقطر 75 ملم (تم تسميته غروسدايبدو، «جرار كبير»، كاسم تمويهي عن حقيقة هذه المركبة). ائت نماذج لاحقة بعد عامين فقط لايكتراكتور («جرار الخفيفة»)، والتي تنتجها الشركات الألمانية، مسلحة بمدفع من عيار37 ملم كيه دبليو كيه أل / 45. بدأ تطوير نويباوفارتسويغ (الألمانية ل «مركبة البناء الجديدة») في عام 1933 عندما أعطت الرايخويهر عقدًا لتطوير غروسدايبدو لكل من راينميتال وكروب. كان غروسدايبدو اسمًا رمزيًا لتطوير دبابة ثقيلة، ولا تزال ألمانيا ممنوعة من تطوير الدبابات بموجب شروط معاهدة فرساي. تشبه تصاميم راينميتال وكروب بعضها البعض إلى حد كبير، والفرق الرئيسي هو وضع الأسلحة. كان لكل منها برج رئيسي بمدفع عيار 75 مم كيه دبليو كيه أل/24 مدفع رئيسي وثانوي عيار 37 مم كيه دبليو كيه أل/45. قام تصميم راينميتال بتثبيت المدفع الثاني فوق المدفع عيار 75 ملم كيه دبليو كيه أل/ 24، في حين أن تصميم كروب قد تم تركيبه بجوار مدفع عيار 75   مم كيه دبليو كيه أل/24. كان لكل من التصميمات برج ثانوي مثبت في الأمام وخلف البرج الرئيسي. كانت هذه الأبراج متكيفة قليلاً مع أبراج دبابة بانزر 1، مع تسليح رشاش قياسي.

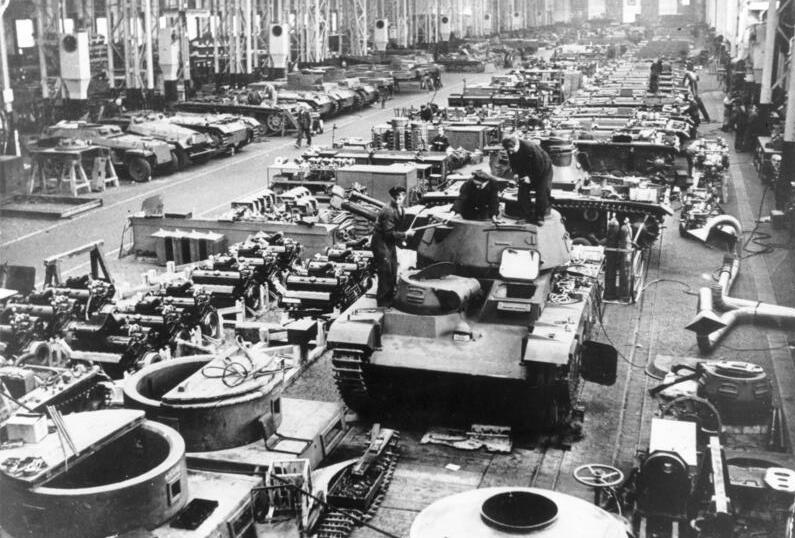
دبابات «نويباوفارتسويغ» أثناء الإصلاح.

تم تعيين تصميم راينميتال PzKpfw NbFz V (بانزركامفاجن نويباوفارتسويغ V)، وتصميم كروب PzKpfw NbFz VI. كان القصد أن تؤدي هذه التصاميم دور الدبابة الثقيلة في القوات المدرعة، لكن التصميم أثبت أنه معقد للغاية وغير موثوق به لهذا الدور. ومع ذلك، استمر التطور حتى يكتسب الجيش الألماني الناشئ خبرة بالدبابات متعددة الأبراج.
في عام 1934، قامت راينميتال ببناء نموذجين أوليين من الفولاذ المعتدل، كلاهما بتصميم برج خاص بهم. تم بناء ثلاثة نماذج أولية أخرى بالدروع المناسبة وبرج كروب في عام 1935 و1936. تم وضع غروسدايبدو في وقت لاحق في الخدمة لفترة وجيزة بفرقة بانزر الأولى;  بقيت لايكتراكتور في الاختبار حتى عام 1935. 
في أواخر عشرينيات وأوائل ثلاثينيات القرن العشرين، كانت نظرية الدبابات الألمانية رائدة من قبل شخصيتين: الجنرال أوزوالد لوتز ورئيس أركانه اللفتنانت كولونيل هاينز جوديريان. أصبح غودريان أكثر تأثيرًا من الاثنين وتم نشر أفكاره على نطاق واسع. تأثر جوديريان بفكر خبراء الإستراتيجية مثل فولر ومارتل غير أن ليدل هارت كان أهمهم تأثيرا عليه ولاسيما اقتراحه بتشكيل فرق مدرعة تتكون من وحدات مدرعة ووحدات مشاة مدرعة لكي تكون قادرة علي توجيه ضربات بعيدة المدى وقطع خطوط مواصلات العدو ومن ثم عكف جوديريان علي دراسة كيفية الاستخدام الواسع من جانب قوات الحلفاء للمدرعات في معارك الحرب العالمية الأولي وخاصة معارك الدبابات التي خاضتها القوات البريطانية خاصة في فرنسا خلال تلك الحرب وعكف أيضا علي دراسة أسلوب الجيش الألماني في استخدام القوات المدرعة وإستخلص من هذه الدراسة أن القوات المدرعة الألمانية كان دورها محدودا وإذا قدر لالمانيا الدخول في حرب جديدة فلن تنفعها حرب الخنادق أو استخدام الحملة الآلية خلف جبهة ثابتة لا تتصل فيها مباشرة بقوات العدو وهو ما جعل جوديريان يبدأ في التفكير في إنشاء القوات المدرعة وذلك عندما كان يعد لمناورة تم إجراؤها في يوم 21 ديسمبر عام 1923 وكان قد وصل إلي رتبة الرائد حينذاك وقادها المقدم فون براوختش ثم قيامه بإعداد عدة مشروعات مناورات وتنفيذها مستخدما الحملة الآلية والتي كانت تمتلك عربات دفع رباعي عتيقة لا يمكنها السير إلا علي الطرق الممهدة نظرا لثقل وزنها علاوة علي أنها كانت تتحرك علي عجلات مطاطية وليس علي جنازير ومن ثم كان يصعب تحركها علي الطرق الرملية أو الطينية وكان الغرض من هذه المناورات هو اختبار إمكانية استخدام القوات المدرعة الخفيفة والآلية في عمليات الإسنطلاع وذلك بالتعاون مع قوات سلاح الفرسان والتي كانت تتميز بخفة الحركة وإستخدامها المركبات الخفيفة والدراجات البخارية في تحركها وقد إستقر رأى جوديريان بعد هذه التجارب والمناورات علي ضرورة تحويل الحملة الآلية من وحدات إدارية إلي وحدات مقاتلة ولكنه لاقي معارضة شديدة من قواده الذين وصفوا آرائه بأنها شاذة وغير عملية ولا تصلح للحرب وبعد سلسلة طويلة من المناقشات والجدال وفي خريف عام 1928 طلبت هيئة معلمي الحملة الآلية من جوديريان أن يعلم رجالها أساليب تكتيكات القتال بالدبابات وحتي هذا الوقت لم يكن جوديريان قد رأى جوف أي دبابة وإقتصرت معرفته بها وبأساليب القتال بالمدرعات علي قراءة المراجع والكتب وكان يستخدم دبابات هيكلية من الخشب في المناورات ويقوم بسحبها جنود مترجلون ثم تم إستبدالها بأخرى مغطاة بألواح معدنية وتتحرك آليا ثم سافر إلي السويد في مهمة تدريبية لمدة 4 أسابيع وهناك أتيحت له الفرصة لقيادة الدبابة لأول مرة في حياته وكانت دبابة ألمانية الصنع قامت ألمانيا بإنتاجها قبل الحرب العالمية الأولي ولم تستخدمها في القتال ثم باعتها إلي السويد في عام 1918 لتكون نواة لأول وحدة دبابات سويدية.
كان من المفترض أن تكون دبابة المشاة، وفقًا لغودريان، مدرعة بشدة للدفاع ضد المدافع المضادة للدبابات والمدفعية. تصور أيضًا دبابة اختراق سريع، على غرار دبابة الفرسان البريطانية، والتي كان من المفترض أن تكون مدرعة ضد أسلحة العدو المضادة للدبابات ولها مدفع رئيسي عيار 75 ملم كبير (2.95 إنس). وأخيرًا، ستحتاج ألمانيا إلى دبابة ثقيلة، مسلحة بمدفع ضخم يبلغ 150 ملم (5.9  إنش) لهزيمة تحصينات العدو، وحتى الدروع الأقوى. سيتطلب مثل هذا دبابة بوزن من 70 إلى 100 طن وكانت غير عملية تماما نظرا لقدرات التصنيع اليوم.
في أوائل الثلاثينيات من القرن الماضي، دعا الجيش الألماني عددًا قليلاً من الشركات الألمانية لتجميع بعض النماذج الأولية الممولة من الدبابات الخفيفة والمتوسطة. في هذا الوقت، لم يكن لدى الجيش خطة عمل رسمية من حيث ما يحتاجه بشكل واقعي. يمكن توفير الدبابات الخفيفة بكميات كبيرة مقابل سعر منخفض نسبيًا بينما توفر الدبابات المتوسطة القوة النارية ولكنها تأتي بسعر. على أي حال، فإن البنية التحتية الصناعية الألمانية - كل من قيود ما بعد الحرب والضربة الاقتصادية الناجمة عن تحطم عام 1929 - جعلت الدعوة سهلة للجيش الألماني - سيكون السعي لتطوير الدبابات الخفيفة للبدء.
في عام 1931، تم تعيين الميجور جنرال أوزوالد لوتز «مفتشًا عن النقل الآلي» في الجيش الألماني (الرايخويهر) وتعيين هاينز غودريان كرئيس لهيئة الأركان وبدأوا في بناء القوات المدرعة الألمانية وبرنامج دبابة تدريب خفيفة لتدريب أفراد فرقة بانزر المستقبل. في عام 1932، تم إنتاج مواصفات الدبابة الخفيفة (5 طن) وإصدارها لراينميتال وكروب وهينشيل ومان ودايملر-بنز.
كانت الانفراجة الكبرى في مسيرة جوديريان العسكرية عندما وصل أدولف هتلر إلى السلطة في يوم 30 يناير عام 1933 واختياره الجنرال بلومبرج وزيرا للحرب حيث لقي المقترح الذي كان قد تقدم به جوديريان سابقا والذي كان قد وصل إلي رتبة العميد حينذاك ولاقي معارضة شديدة من قواده بضرورة تشكيل وحدات عسكرية مدرعة أكبر حجما من الموجودة في قيادة الجيش، وافق أدولف هتلر على إنشاء أول فرق بانزر في ألمانيا. تبسيط اقتراحه السابق، اقترح غودريان تصميم مركبة قتالية رئيسية سيتم تطويرها لاحقًا في دبابة بانزر 3، ودبابة اختراق التحصينات بانزر 4. لا يوجد تصميم موجود يناشد غودريان. كحلقة مؤقتة، أمر الجيش الألماني المركبة الأولية بتدريب طواقم الدبابات الألمانية. أصبحت هذه بانزر 1.

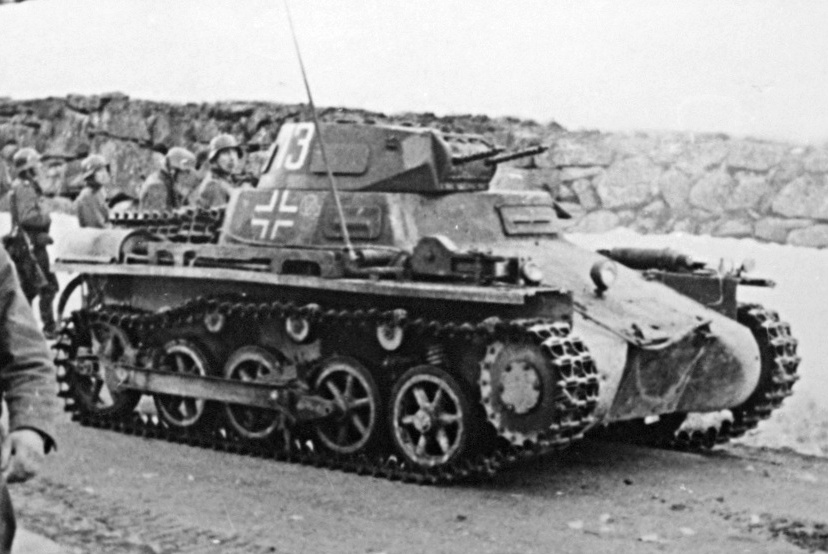
الدبابة الألمانية بانزر 1 اوسف إيه

لم يهدف استخدام دبابة بانزر 1 فقط لتدريب قوات الدبابات الألمانية، ولكن لإعداد الصناعة الألمانية للإنتاج الضخم للدبابات في المستقبل القريب: إنجاز هندسي صعب في ذلك الوقت. في يوليو 1932، كشفت كروب عن نموذج أولي لLandswerk كروب   A، أو LKA، بتصميم يتأثر تأثرا كبيرا بالدبابة البريطانية تانكت كاردن لويد. كانت الدبابة مسلحة بمدفعين إم جي-13 متقادمين من عيار 7.92 ملم (0,312  إنش). كان من المعروف أن الرشاشات عديمة الفائدة إلى حد كبير ضد أخف دروع الدبابات في ذلك الوقت، مما أدى إلى تقييد الدبابة بانزر 1 في دور التدريب ومكافحة المشاة. 
بعد وفاة الرئيس الألماني باول فون هيندنبورج في يوم 2 أغسطس عام 1934م أصبح هتلر رئيسا للدولة وسرعان ما أعلن في الأول من شهر مارس عام 1935م إعادة نظام التجنيد الإجباري في ألمانيا وزيادة عدد أفراد الجيش والإستمرار في تصنيع أنواع عديدة من الدبابات والطائرات ضاربا عرض الحائط بشروط معاهدة فرساي. تم تصميم نسخة منتجة بكميات كبيرة من LKA من قبل فريق تعاوني من دايملر-بنز وهينيشل وكروب ومان وراينميتال، حيث استبدلوا البر الثابت ببرج دوار. تم قبول هذا الإصدار في الخدمة بعد الاختبار في عام 1934. على الرغم من أن هذه الدبابات يشار إليها باسم La S وLKA بعد وقت طويل من بداية الإنتاج، كان تعيينها الرسمي، الذي تم تعيينه في عام 1938، هو Panzerkampfwagen I Ausführung.   أ («النموذج أ» أو «الدفعة أ» بشكل أكثر دقة). الدبابات الخمسة عشر الأولى، التي تم إنتاجها بين فبراير ومارس 1934، لم تتضمن البرج الدوار واستخدمت لتدريب الطاقم. بعد ذلك، تم تحويل الإنتاج إلى الإصدار القتالي من الدبابة.
كان أول ظهور لها (اختبار قتالي) خلال الحرب الأهلية الإسبانية (1936-1938). أول 32 دبابة PzKpfw I مع واحد من Kleiner Panzer Befehlswagen وصلت في أكتوبر 1936. فقط 106 دبابة، (102 Ausf A ،Ausf B و4 Kleiner Panzer Befehlswagen I) شاهدو الخدمة مع فيلق الكندور (الرائد فيلهلم ريتر فون توما بانزر أبتاليون 88 المعروف أيضًا باسم أبتاليون درونا) والجنرال فرانكو الوطنيين. كان مقر بانزر أبتاليون 88 بثلاث سريات في كوباس بالقرب من توليدو، حيث قام المدربون الألمان بتدريب أطقم إسبانية مستقبلية، بينما تم استخدام الوحدة في مهام التدريب والقتال (مثل الاعتداء على مدريد). أثبتت الدبابات بانزر كامفاجن 1 أنها لم تاري الدبابات السوفيتية تي-26 وبي تي-5 المقدمة للقوات الجمهورية. ومع ذلك، كانت بانزر كامفاجن 1 أيضًا أداة دعائية وكقطعة عرض للرايخ الثالث وقوته العسكرية في السنوات التي أدت إلى بداية الحرب العالمية الثانية.
الدرس المستفاد من بانزر كامفاجن قدمت للمصممين والمصنعين الألمان خبرة قيّمة في تصميم وإنتاج الجيل التالي من دبابات البانزر الجديدة الاي ستأتي قريبًا. على الرغم من أن بانزر كامفاجن 1 لم تكن دبابة قتالية رائعة، إلا أنها أثبتت أنها دبابة تدريب ممتازة وتم تدريب معظم أطقم بانزر على دبابة بانزر كامفاجن 1 حتى نهاية الحرب أو تشغيلها في القتال كأول مركبة مدرعة.
قام الألمان أيضًا ببناء كلاينر بانزربيفواجن 265 كان أول دبابة قيادة للجيش الألماني مصممة لهذا الغرض، تم تحويلها من دبابة بانزر 1 أوسف بي، وكانت دبابة القيادة الألمانية الرئيسية في الخدمة في بداية الحرب العالمية الثانية.

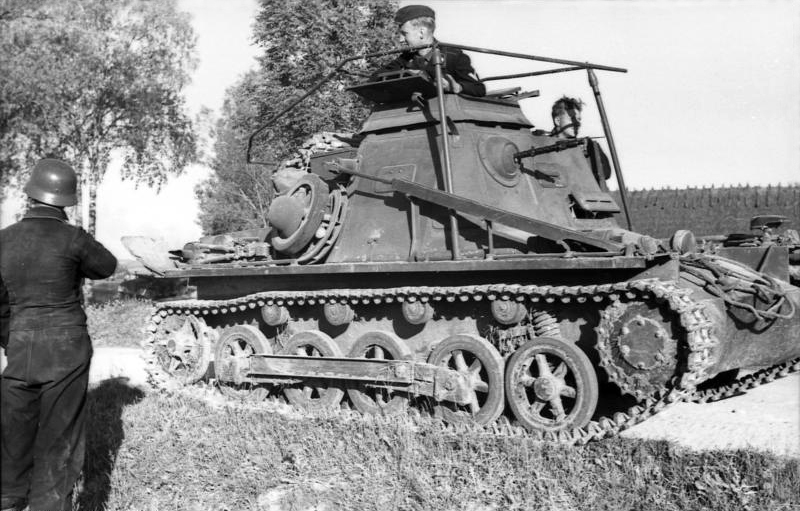
دبابة قيادة بانزربيفواجن

في عام 1934، أصبح التأخير في تصميم وإنتاج دبابات بانزر 3 وبانزر 4 واضحًا. تم طلب تصاميم لدبابة مؤقتة من كروب ومان وهينيشل ودايملير-بنز. اعتمد التصميم النهائي لدبابة بانزر 1، ولكنه أكبر، وبرج مثبت بمدفع عيار 20 مم مضاد للدبابات. جائت دبابة بانزر 2 في متطلبات قسم الذخائر الألمانية التي تم سنها في عام 1934، وهذه المرة أقترح تطوير دبابة خفيفة بوزن 10 طن بمدفع 20 مم ومدفع رشاش 7.92 مم. كما كان الحال في تطوير بانزر 1، أصبحت ممارسة شائعة لألمانيا الجديدة، الآن بالكامل تحت قيادة هتلر، الالتفاف على قواعد معاهدة فرساي وتطوير أنظمتها الحربية تحت تنكرات سلمية مختلفة مثل المعدات الزراعية. على هذا النحو، يقع تصميم الدبابة الخفيفة الجديد هذا تحت تسمية "Landwirtschaftlicher Schlepper 100" (أو "LaS 100") تحت ستار أنه جرار زراعي. كانت دبابة بانزر 2 أثقل بحوالي 50٪ من بانزر 1 وأضاف مدفع 20 مم سولوتورن كتسليح رئيسي وكذلك زيادة الحد الأقصى للدروع إلى 30 مم. بدأ الإنتاج في عام 1935، ولكن استغرق تسليم الدبابة الجاهزة للقتال ثمانية عشر شهرًا آخر. تم إرسالها أيضًا إلى إسبانيا من عام 1937، وأثبتت بانزر 2 أنها أكثر قدرة على مواجهة المشاة الخفيفة، ولكنها ليست أفضل عندما تواجه بمدافع مضادة للدبابات قادرة أو دبابات أخرى. على الرغم من نقاط الضعف هذه، استمر الإنتاج حتى عام 1941، عند اندلاع الحرب، كان لدى الجيش الألماني 955 دبابة بانزر 2 أس وتم بناء ما يقرب من 4000 في المجموع.
في يوم 15 أكتوبر عام 1935م تم تشكيل أول ثلاثة فرق بانزر في الجيش الألماني وهي فرقة البانزر الأولى بقيادة ماكسيميليان فون وتمركزت في فايمار بولاية تورينجن بوسط ألمانيا وفرقة البانزر الثانية بقيادة هاينز جوديريان وتمركزت في فورتسبورج بولاية بافاريا جنوبي ألمانيا وفرقة البانزر الثالثة بقيادة إرنست بوش وتمركزت في برلين. تم تصميم دبابة بانزر 2 قبل أن تظهر تجربة الحرب الأهلية الإسبانية في 1936-1939 أن الدروع الواقية من القذائف كانت مطلوبة للدبابات للبقاء على قيد الحياة في ساحة معركة حديثة كما كان من قبل، تم تصميم الدروع لإيقاف نيران المدافع الرشاشة وشظايا القذائف. بدأ الإنتاج في عام 1935، وبحلول يوليو 1937، تم مسح بانزر 2 وأصبح جاهزًا للإنتاج وبحلول عام 1939، كان هناك حوالي 1226 دبابة بانزر 2 أس قيد التداول.
في حين أن دبابة بانزر 1 أثبتت دورها كرأس الحربة في الهجمات، شكلت دبابة بانزر 2 العمود الفقري لمثل هذه المعارك المبكرة. كانت الخطة هي إنتاج نسخة أفضل تسليحًا ومدرعة من دبابة خفيفة لدعم القيود المفروضة على بانزر 1 بالإضافة إلى توفير تدريب لا يقدر بثمن لأطقم الدبابات. كانت بانزر 2 يعاني من صعوبات في مواجهة الأسلحة المضادة للدبابات من مسافة قريبة. ومع ذلك، كانت الحرب في الأفق لذا كان الوقت جوهريًا وتم تطوير بانزر 3 أس وبانزر 4 أس وسرعان ما يتم إنتاجها بكميات كبيرة للمعارك القادمة. في يوم 12 سبتمبر عام 1937 تم تنظيم مناورة كبيرة تحت إشراف الجنرال جوديريان حضرها الزعيم الألماني أدولف هتلر والزعيم الإيطالي بنيتو موسوليني وقائد جيوشه الجنرال باديليو ووفد عسكرى كبير من بريطانيا وآخر من المجر وشاركت قوات البانزر الناشئة في هذه المناورة وكانت هذه المناورة إيذانا بأن زمن حرب الخنادق قد ولي وأن أي حرب قادمة سيكون النصر فيها لمن يتمكن من عمل الحشد المناسب من المدرعات بما يحقق القدرة علي التحرك بسرعة تربك العدو ومن ثم اختراق دفاعاته وإنتاج قدرة نيرانية كبيرة يتم توجيهها إلي أهداف منتقاة بما يخل من تماسك نظام الدفاع المعادى وقد بينت هذه المناورة قدرة القوات المدرعة علي القتال بمفردها وتذليل مشاكل الإمداد والصيانة كما كانت هذه المناورة أيضا إيذانا بعصر جديد لقوات البانزر وحافزا لراعيها جوديريان الذي تم اعتباره حينذاك أبو قوات البانزر أو القوات المدرعة الألمانية إلي القول في نهاية عام 1937 إننا نطالب جميع الأسلحة المقاتلة المعاونة التي ستعمل مع قوات البانزر خفة الحركة ومجاراتها في سرعة الحركة حيث سيكون العامل الحاسم في الحروب المقبلة هو القوات المدرعة وليس قوات المشاة وفي هذه المرحلة توثقت العلاقات بين هتلر وجوديريان وأصبح هتلر شديد الثقة به هذا. كان لقوات البانزر الألمانية وراعيها جوديريان دورا رئيسيا في الإستيلاء علي النمسا وضمها إلي ألمانيا ففي شهر نوفمبر عام 1937م وجه هتلر القيادة العسكرية لعقد مؤتمر تحدث من خلاله عن حاجة ألمانيا للتوسع شرقا وفي البداية قال إنه يتعين عليهم التعامل مع النمسا وتشيكوسلوفاكيا لكنه واثق من أن بريطانيا وفرنسا لن تفعل شيئا عندما تتحرك الجيوش الألمانية نحوهما. في يوم 12 مارس عام 1938 دخل الجيش الألماني النمسا وعلي رأسه الجنرال جوديريان بعملية عسكرية سلمية سميت عملية أنشلوس حيث كان في إستقباله بحماس النازيون النمساويون وفي يوم 14 مارس عام 1938 دخل هتلر العاصمة النمساوية فيينا منتصرا وبعد ضم النمسا طالب هتلر بإقليم السوديت التابع لتشيكوسلوفاكيا والذي تقطنه أغلبية ألمانية فقد كان هذا الإقليم سابقا جزءا من الإمبراطورية النمساوية المجرية وعقب هزيمة ألمانيا في الحرب العالمية الأولى وانهيار هذه الإمبراطورية قرر مؤتمر الصلح في باريس إلحاقه بتشيكوسلوفاكيا. دعا رئيس وزراء بريطانيا حينذاك نيفيل تشمبرلين إلى عقد مؤتمر لتسوية هذه المسألة وبالفعل عقد هذا المؤتمر في مدينة ميونيخ الألمانية ما بين يوم 29 أغسطس ويوم 1 سبتمبر عام 1938 وحضره زعماء بريطانيا وفرنسا وألمانيا وإيطاليا واستمرت أعمال المؤتمر ثلاثة أيام وفي النهاية تم التوقيع على معاهدة ميونيخ التي نصت بنودها علي ضم إقليم السوديت إلى ألمانيا خلال 10 أيام . دخلت القوات الألمانية وعلي رأسها الجنرال جوديريان إقليم السوديت في الأول من شهر أكتوبر عام 1938 ثم قرر هتلر ضم تشيكوسلوفاكيا بأكملها لالمانيا في شهر مارس عام 1939 وكانت تلك مقدمة لاندلاع الحرب العالمية الثانية بعد شهور قليلة في يوم 1 من شهر سبتمبر عام 1939.

### الحرب العالمية الثانية

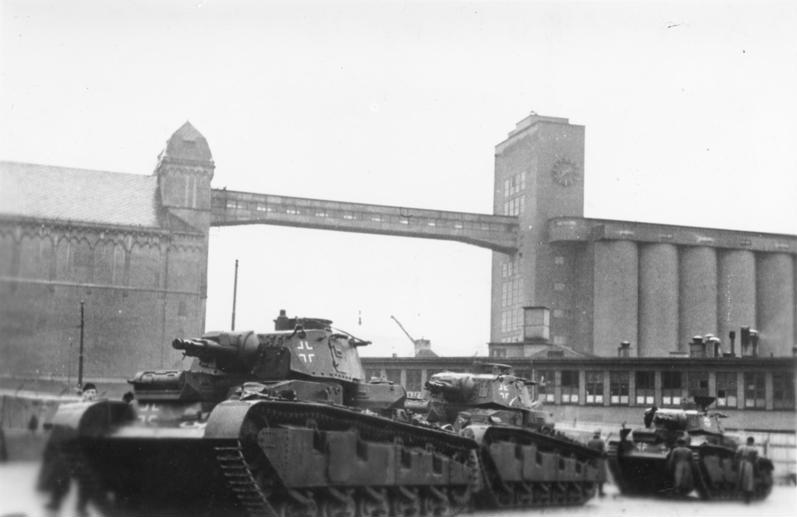
وصول ثلاثة دبابات نويباوفارتسويغ إلى ميناء أوسلو، أبريل 1940

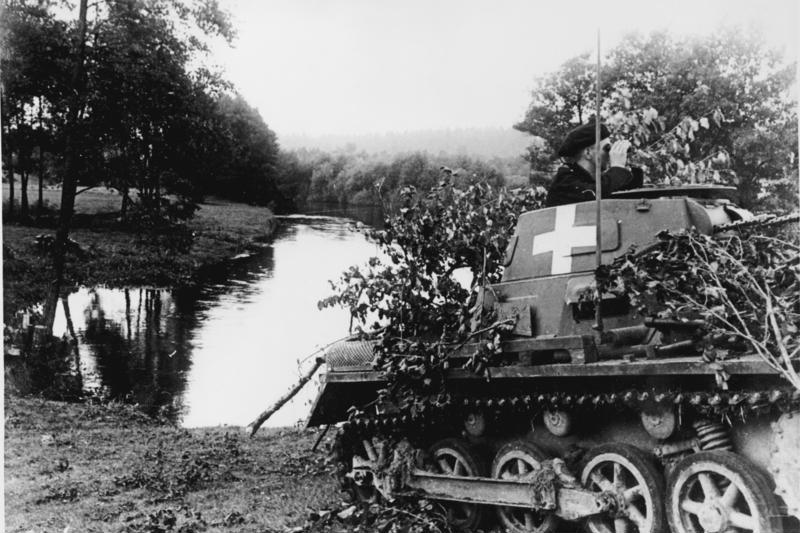
German Panzer I Ausf. ضفة نهر Brda أثناء غزو بولندا.

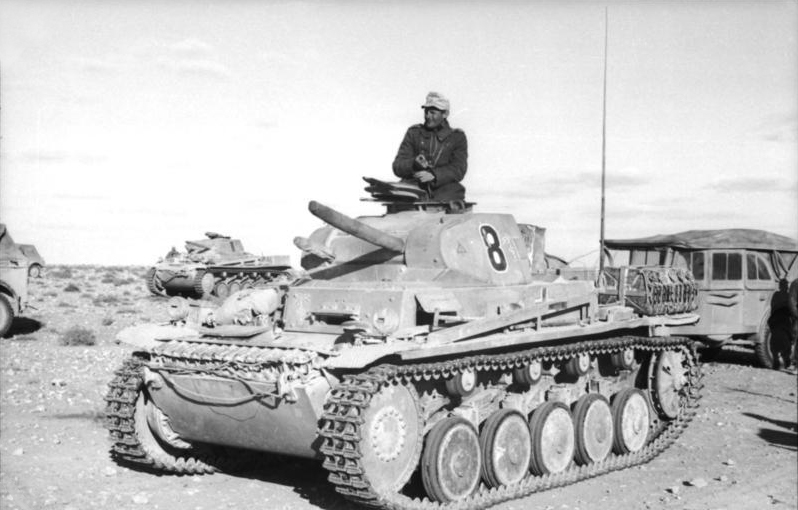
Panzer II of the 15th Panzer Division in North Africa

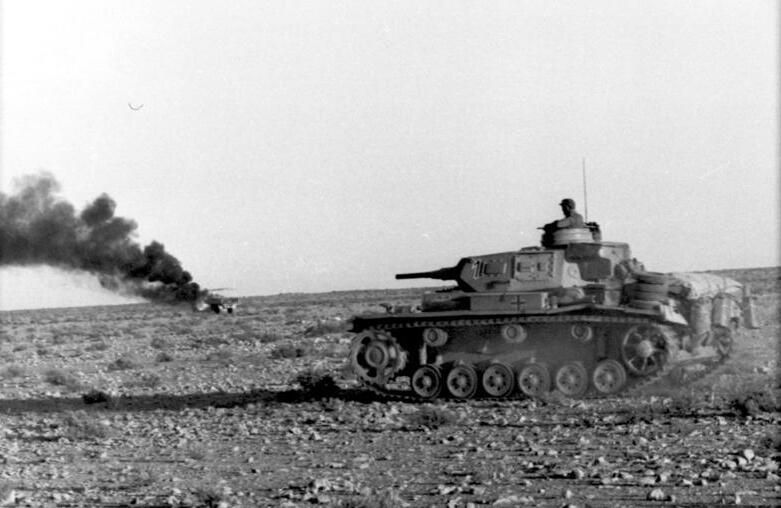
Panzer III advances past a burning vehicle in the desert, April 1941

تم استخدام النماذج الأولية للدبابات الثقيلة متعددة الأبراج نويباوفارتسويغ بشكل أساسي للدعاية قبل الحرب وتم توسيع دورها مع الغزو الألماني للنرويج عندما تم تشكيل بانزر أبتاليون لخاص الذي أخذ النماذج الأولية المدرعة الثلاثة معهم إلى أوسلو. لقد شهدوا بعض المعارك هناك، حيث تم تفجير واحد من قبل المهندسين الألمان عندما علق في المستنقعات بالقرب من Åndalsnes. تم إلغاء النماذج الأولية الأخرى في نهاية المطاف. في عام 1938 شكلت فرقتا البانزر الرابعة والخامسة. في شهر مارس عام 1939 تشكلت فرقة البانزر العاشرة ومقرها براج في دولة التشيك وفي شهر أغسطس عام 1939 تشكلت فرقة كيمبف المدرعة في بروسيا الشرقية وذلك من أجل الحملة العسكرية على بولندا خلال الحرب العالمية الثانية وقد عرفت الفرقة باسم فرقة كيمبف نسبة إلى قائدها فيرنر كيمبف.
خلال الحرب العالمية الثانية، مر تصميم الدبابات الألمانية بثلاثة أجيال على الأقل، بالإضافة إلى الاختلافات الطفيفة المستمرة. تضمن الجيل الأول مركبات ما قبل الحرب غير جديرة بالاهتمام مثل مارك (أو بانزيركامبفاجن) الأولى والثانية، والتي كانت مشابهة لسلسلة تي-26 وتي الروسية ودبابات كروزر البريطانية.
كانت بانزر 2 (Sd.Kfz.121) أكبر من دبابة بانزر 1 ولكنها لم تثبت أنها فعالة للغاية في القتال، على الرغم من أنها كانت دبابة القتال الرئيسية في سلاح المدرعات حتى 1940/41. كان التسليح الرئيسي مدفع عيار 20 ملم مناسبًا عند دخولها الخدمة، ولكنه سرعان ما أثبت أنه سلاح قديم. بالإضافة إلى دبابات البانزر-3 وصولاً إلى الطراز بانزر-4 بوزن 25 طنا، وبمدفع من عيار 75 ملم، وسماكة تدريع تصل إلى الـ 80 ملم وشكلت البانزر-4 عماد تسليح الوحدات المدرعة الألمانية خلال سنوات الحرب. شاركت تلك الدبابات بنجاح كبير في اجتياح بولندا، وأظهرت ما يمكن للدبابة تحقيقه باتباع تكتيكات الحرب الخاطفة، وجائت الحملة على فرنسا والأراضي المنخفضة بنتائج أوضح على ذلك. في يوم 6 سبتمبر عام 1939 عبر الألمان نهر الفيستولا الذي يشق العاصمة البولندية وارسو وفي يوم 19 سبتمبر عام 1939 إستسلم القائد البولندي بورتنوفسكي مع 170 ألف جندي بولندى للقوات الألمانية وأثناء هذا الغزو كان الجنرال جوديريان قائدا علي الفيلق التاسع عشر الذي إستولى على برست ليتوفسك والتي تقع حاليا في جمهورية روسيا البيضاء أو بيلاروسيا.

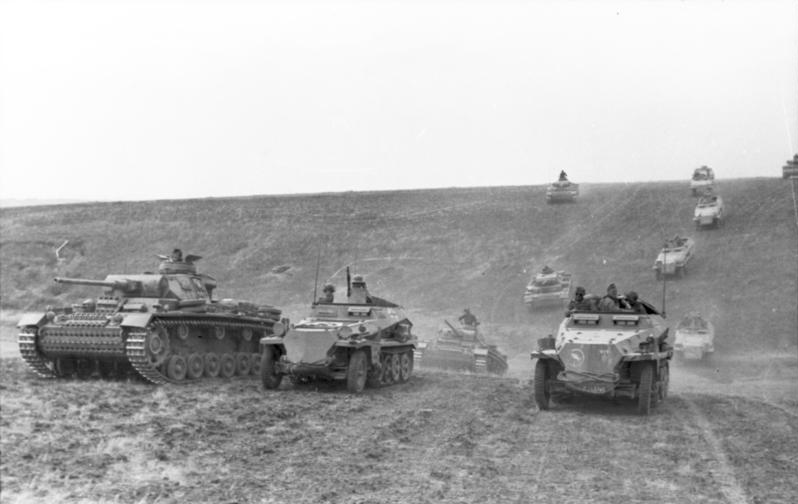
تشكيل الدبابات الألمانية

شارك الجنرال جوديريان في وضع الخطة العسكرية البارعة لغزو فرنسا التي تم بها احتواء وتجزئة القوات الفرنسية وذلك بالاشتراك مع القائد الجنرال إريش فون مانشتاين وهي العملية التي بدأت يوم 10 مايو عام 1940 وأسفرت عن هزيمة الحلفاء واحتلال فرنسا وسقوط العاصمة باريس في أيدى الألمان يوم 14 يونيو عام 1940. تجنب الجيش الألماني القيام بهجوم جبهوي على خط ماجينو الدفاعي الفرنسي والممتد على طول الحدود بين البلدين، لقد تكون هذا الخط من سلسلة كثيفة من الحصون الخرسانية المنيعة، وأمامه انتشرت الخنادق العريضة والموانع الرأسية المضادة للدبابات، وكذلك الأسلاك الشائكة والألغام، ناهيك عن الكم الهائل من المدافع الآلية والثقيلة. وعوضا عن عن التفكير بتحمل خسائر لا مبرر لها وعملا بخطط الجنرالين فون مانشتاين وهانز غودريان لجأ الجيش الألماني لعبور غابات الآردينز التي نظر إليها الحلفاء على أنها مانع طبيعي لكثافتها. لقد تقدمت تلك الأرتال من الدبابات محققة اختراقا عميقا لمسافات قاربت الـ 300 كلم، ملتفة على القوات الفرنسية والبريطانية لتطوقها في عدة جيوب وتعزلها عن خطوط امداداتها ومراكز قياداتها ومواصلاتها. استفادت الدبابات من حركيتها العالية في تحيقيق النصر خلال مدة قياسية، وهذه المرة تفوق الألمان بتكتيكاتهم الجيدة، وليس بتصاميم متفوقة.
في هذه العملية تولي جوديريان قيادة الفيلق التاسع عشر الألماني الذي كانت مهمته اختراق غابة الأردين والتي تقع بين بلجيكا ولوكسمبورج وفرنسا وعبور نهر الميز الذي يعد أحد روافد نهر الراين وأدى فيلقه هذه المهمة بنجاح ونجح في الفصل بين قوات الحلفاء الذين حاولوا القيام بهجوم فرنسي يقوده شارل ديجول خلال المدة من يوم 17 إلي 19 مايو عام 1940م وهجوم آخر بريطاني لكن الحلفاء فشلوا في إعادة تجميع قواتهم وفي يوم 20 مايو عام 1940م كان فيلق جوديريان قد وصل مدينة نويل على شاطئ القناة الإنجليزية فصار الفصل بين قوات الحلفاء كاملا كما تم أسر القواد الفرنسيين مما سبب ارتباك وفوضي شديدة في صفوف القوات التي كانت تحت قيادتهم وكان هذا الفيلق هو أول فيلق يصل البحر عند المدينة المذكورة ويتم مهمته بنجاح وذلك على الرغم من أن الدبابات والمدفعية الفرنسية كانت تعد أقوى وأكثر عددا من الدبابات الألمانية ولكن هذه الأخيرة كانت تتمتع بأنها أسرع وميكانيكيا أكثر فعالية حيث كانت الدبابات الألمانية الحديثة ذات أطقم مكونة من قائد ومدفعي وسائق ومصوب وملقم وميكانيكي درب كل منهم فرديا لأداء مهمة معينة وكونوا فيما بينهم فريقا قتاليا شديد الفعالية وكان عدد أفراد الطاقم لدى الفرنسيين أقل فقد كان من مهمة القائد تلقيم المدفع الرئيسي وبلا شك أن هذا الأمر كان يشغله عن أداء مهمته الرئيسية لرصد التحركات وضبط الانتشار التكتيكي.
علاوة علي ذلك فقد كانت الورقة الرابحة الحقيقية التي بأيدي الألمان هي الراديو حيث أن جميع دبابات البانزر كانت تملك أجهزة راديو للتواصل مع الوحدات الأخرى مما أتاح للمدرعات الألمانية الرد سريعا على تغيرات أرض المعركة المتلاحقة وسمحت بتغييرات في الدقائق الأخيرة للخطط والتكتيكات والتحركات في ميدان المعركة بشكل أسرع من العدو وسمحت الاتصالات أيضا للألمان بتنسيق تشكيلاتهم وجمعها مع بعض لتكوين قوة نارية كبيرة في الهجوم أو الدفاع مما أتاح للألمان هامشا حاسما في المعركة وهمش التفوق في العدد والعتاد للفرنسيين الذين كانت تنقصهم أجهزة الراديو وكانوا يقومون بتناقل الأوامر شفهيا وجدير بالذكر أن استعمال الراديو تجاوز حد تناقل الأوامر من دبابة لأخرى فقد سمح أيضا بالإتصال بين القوات البرية والجوية وفي كل فرقة بانزر كانت توجد وحدة تكتيكية للتحكم في القوات الجوية المعاونة لها تتنقل معها في مركبات مدولبة وهو ما أتاح لكل فرقة إمكانية إستدعاء القوات الجوية لدعم هجماتها وقصف الأهداف التي لا تستطيع المدفعية تدميرها. فإبستخدام الراديو بذلك الاتصالات الميدانية وتتيح المجال لمرونة القيادة والسيطرة، وتوجيه الوحدات المدرعة وضمان التنسيق معها وفيما بينها. كذلك تطورت أنظمة التعليق، فاستبدلت نوابض امتصاص الصدمات التقليدية بوسائل أحدث كقضبان اللي، بالإضافة إلى نظام كرستي للتعليق، فأصبح في مقدور الدبابات الوصول إلى سرعات عالية نسبيا وخارج الطرق، والتحرك بشكل مريح أكثر فوق الأراضي الوعرة، دون تعريض طواقمها لاهتزازات عنيفة تؤدي إلى إصابتهم. وكان معدل التوقيت بين طلب تدخل سلاح الجو ووصوله يتراوح بين 45 إلي 75 دقيقة وفي صفوف المشاة أيضا تمتع الألمان بالأفضلية من خلال عقيدة مهمة أمر تكتيك والتي عبرها يمكن للضباط الاعتماد على مبادراتهم الشخصية لتنفيذ تعليمات وأوامر قادتهم وذلك من خلال منحهم حرية التحكم الكلي في كل الأسلحة المساندة والمعاونة .
بعد سقوط فرنسا، بسبب الأداء الضعيف عبر البلاد، تم إخراج بعض الدبابات الأقدم من بانزركامبفاجن 2 من الخدمة، واستبدلت نسخة محسنة ومعدلة مسلحة بمدفع 20 مم كيه دبليو كيه 38 L أل أحدث. ولكن منذ ذلك الحين، تم التخلص من دبابات بانزر 2 بشكل تدريجي واستخدم الهيكل المتبقي كقاعدة لمدمرات دبابات ماردر 2 (Sd.Kfz.131) وفسباه (Sd.Kfz.124) ذاتية الدفع.

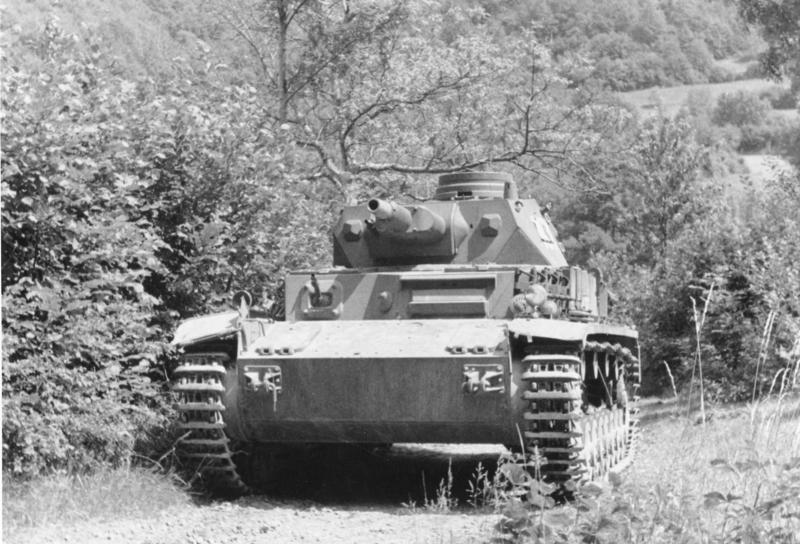
الدبابة المتوسطة بانزر 4 الألمانية.

كان أغلب الجيل الثاني من الدبابات المتوسطة الأكثر تدريعا من طراز بانزر 3 وبانزر 4. من الناحية المثالية، كان لكل من كتائب الدبابات التابعة لفرق البانزر ثلاث كتائب متوسطة من بانزر 3 أس زسرية واحدة ثقيلة من بانزر 4 أس. بدأ الألمان بتحويل كتائب الدبابات الخاصة بهم في غالبيتها إلى دبابات متوسطة مارك ثلاثة وأربعة بعد فترة وجيزة من الحملة الفرنسية عام 1940، وبالتالي تفوقو على السوفييت والبريطانيين، الذين لا يزالون يمتلكون معدات قديمة. كانت بانزر الثالثة أول بانزر ألمانية تم تجهيزها بنظام اتصال داخلي للاتصالات داخل الدبابة. في وقت لاحق تم تجهيز جميع البانزر بهذا الجهاز، الذي أثبت أنه فعال للغاية أثناء القتال. تم تصميم بانزر 3 كمركبة قائد فصيل (Zugführerwagen) وكان أول دبابة قتال رئيسية / متوسطة حقيقية في ألمانيا. شكلت بانزر ثلاثة الجزء الأكبر من قوة فرق بانزر خلال السنوات الأولى من الحرب. أيضا، في 1940/41، جرت محاولات لتوحيد إنتاج بانزر 3 وبانزر 4 ولكن بعد وقت قصير توقف المزيد من التطوير ليبدأ من جديد عندما يقابل الألمان الدبابات الروسية في الحرب القادمة.

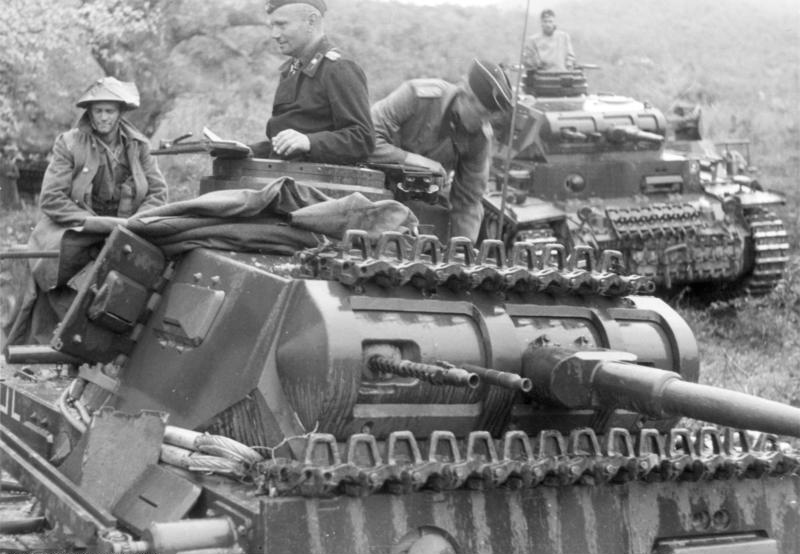
Panzerbefehlswagen (دبابة القيادة) III ausf E أو F في اليونان، مزودة بمدفع 37 ملم ومدفع رشاش متحد المحور (1941).

تم نقل جوديريان إلي جبهة الاتحاد السوفيتي وكان قد بدأ الإعداد لهذه العملية منذ منتصف عام 1940 حيث كان يحلم أدولف هتلر بالمواجهة مع الاتحاد السوفيتي وسياسته البلشفية وغزو هذه البلاد واحتلالها وذلك ضمن عملية كبرى أطلق عليها اسم عملية بارباروسا تيمنا باسم الإمبراطور الألماني فريدريش الأول بارباروسا إمبراطور الإمبراطورية الرومانية المقدسة. خلال هذه العملية قاد جوديريان المجموعة المدرعة الثانية ضمن مجموعة الجيش الوسطى وقد بدأت هذه العملية يوم 22 يونيو عام 1941م وقام جوديريان بأداء مهمته بنجاح كباقي القادة الألمان في أول الأمر وكادت مجموعة الجيوش الوسطي أن تصل إلي العاصمة موسكو وفي هذه الآونة تجادل الجنرالان فرانز هالدر رئيس هيئة الأركان الألمانية وفيدور فون بوك قائد مجموعة الجيوش الوسطى ومعهم معظم الجنرالات المشاركين في عملية بارباروسا بشدة حول وجوب التوجه المباشر نحو موسكو عوضا عن القيام بعمليات في الشمال والجنوب وذلك للأهمية النفسية عند الإستيلاء على العاصمة السوفيتية بالإضافة إلى أن موسكو كانت مركزا رئيسيا لإنتاج الأسلحة ومركز عمليات النقل واتصالات السوفييت وأشارت تقارير المخابرات إلى أن الجزء الأكبر من الجيش الأحمر تم نشره بالقرب من موسكو بقيادة وزير الدفاع سيميون تيموشينكو للدفاع عنها وقد أرسل هالدر وبوك الجنرال هاينز جوديريان قائد الجيش الثاني بانزر إلى هتلر لإقناعه بمواصلة الهجوم على موسكو إلا أن هتلر أصدر أمرا إلى جوديريان متجاوزا بوك وهالدر بإرسال دبابات مجموعة الجيوش الوسطى إلى الشمال والجنوب فتوقف التقدم نحو موسكو. أدى ظهور عدد قليل من الجيل الجديد من الدبابات السوفيتية تي-34 وكي في 1 في روسيا خلال عام 1941 أجبر الألمان على بدء سباق للحصول على دروع متفوقة وقوة نارية أكبر. تضمن الجيل الثالث العديد من المتغيرات المختلفة، ولكن أهم التصميمات كانت دبابات مارك الخامسة (بانثر) ومارك السادسة (تايجر). من الجدير بالذكر الإشارة إلى حادثة كمين كراسنوجفارديسك (غاتشينا) قرب مدينة لينينغراد، يوم 14 آب 1941، عندما اعترضت قوة صغيرة من 5 دبابات كي.في.1 بقيادة الملازم كولوبانوف طلائع الفرقة الثامنة الألمانية المدرعة، وخلال اشتباك استمر لمدة نصف ساعة تم تدمير 43 دبابة ألمانية، كانت في معظمها من طراز بانزر-2 المسلحة بمدفع من عيار 20 ملم، إلى جانب عدد قليل من طراز بانزر-3 بمدفع من عيار 37 ملم، لا تضاهي تلك السوفييتية، لقد أحصى الملازم عدد 135 طلقة أصابت دبابته لم تنجح أي منها في اختراقها.
تواجهت دبابتي بانزر 3 و4 مع تي 34 أول مرة في 23 يونيو 1941،  حيث تفوقت الأخيرة عليهما. بناء على إصرار الجنرال هاينز جوديريان، تم إرسال بعثة بانزر Panzerkommision خاصة إلى الجبهة الشرقية لتقييم دبابات تي-34. من بين ميزات الدبابة السوفيتية التي تعتبر الأكثر أهمية هي الدروع المنحدرة (المائلة)، والتي أعطت انحرافًا محسّنًا جدًا للطلقات وزادت أيضًا سمك الدروع الفعال ضد الاخترا ، والمسار الواسع (نازير واسعة)، مما أدى إلى تحسين الحركة على الأرض اللينة، ومدفع عيار 76.2   مم، الذي كان له اختراق جيد للدروع وأطلق قذيفة شديدة الانفجار.

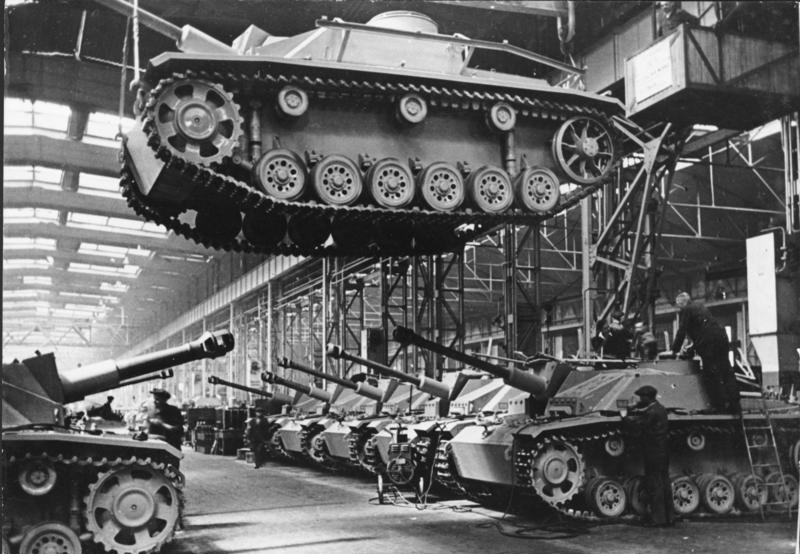
شتورمجيشوتس 3 مدافع ذاتية الحركة في مصنع إنتاج الكيت.

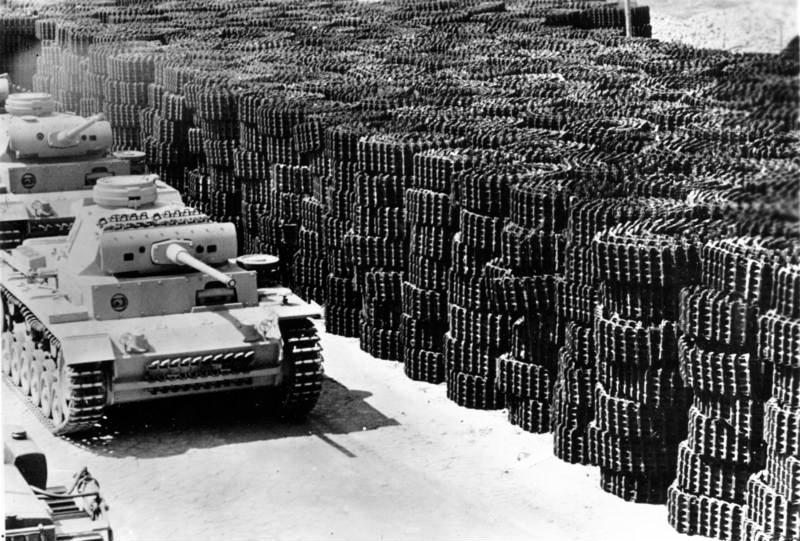
بانزر الثالث تتحرك خارج أرض المصنع، 1942.

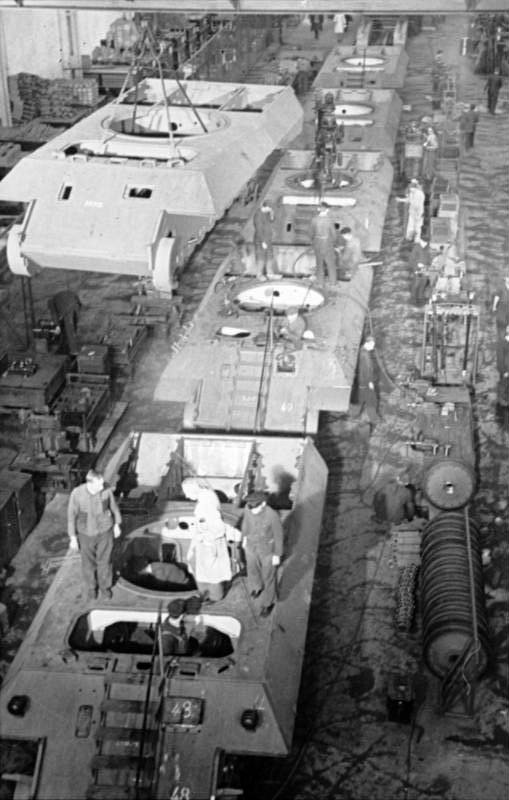
خط إنتاج دبابات البانثر

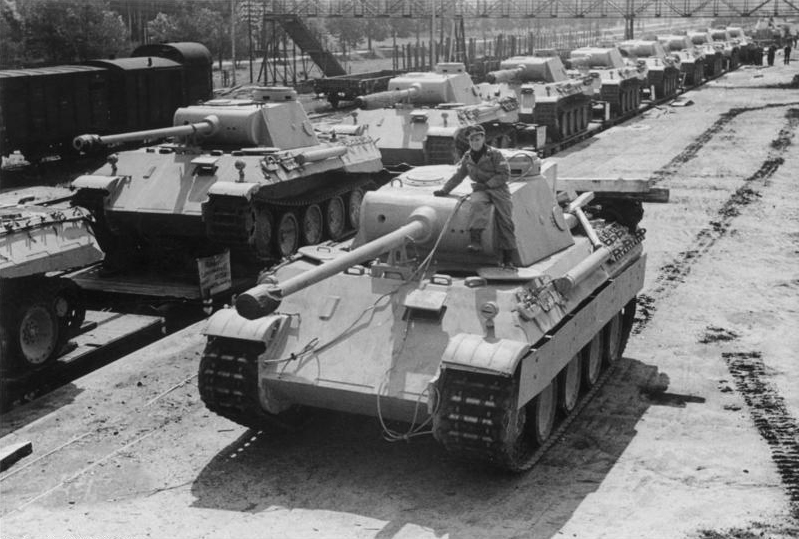
تايجر أوسف. دي التي يتم نقلها بالسكك الحديدية، 1943.

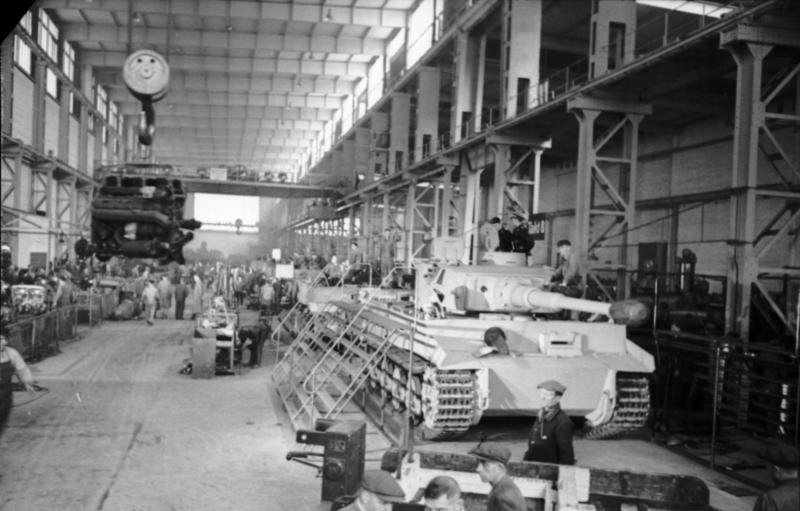
إنتاج دبابة تايجر 1، 1944

تم تكليف شركتي دايملر-بنز ومان بمهمة تصميم دبابة جديدة بوزن من 30 إلى 35 طنًا، تم تعيينه باسم في كيه 30.02، والذي يشبه شكل الهيكل والبرج لدبابة تي-34. لكن على عكس دبابة تي-34 كان لدى تصميم دي بي طاقم برج مكون من ثلاثة رجال: قائد ومدفعي ومحمل. ولكن كما هو مخطط كان المدفع L / 70 75 ملم أطول وأثقل من دبابة تي-34، كان تركيبه في برج دايملر بنز أمرا صعبا. تمت مراجعة التصميمتين على مدى الفترة من يناير حتى مارس 1942. وزير الرايخ فريتز تودت، وفي وقت لاحق، بديله ألبرت شبير، أوصى كلاهما بتصميم DB لهتلر ولكن مراجعة من قبل لجنة خاصة عينها هتلر في مايو 1942 انتهى باختيار تصميم مان. وافق هتلر على هذا القرار بعد مراجعته بين عشية وضحاها. كان أحد الأسباب الرئيسية لهذا القرار هو أن تصميم مان استخدم برجًا حاليًا صممه راينميتال-بورسيج، في حين أن تصميم DB كان يتطلب تصميم وإنتاج برج جديد تمامًا ، مما أدى إلى تأخير بدء الإنتاج بشكل كبير. تم إنتاج نموذج أولي من الفولاذ الطري بحلول سبتمبر 194، وبعد الاختبار في Kummersdor ، تم قبوله رسميًا. تم وضعه في الإنتاج الفوري. تأخر بدء الإنتا ، ومع ذل ، ويرجع ذلك أساسًا إلى وجود عدد قليل جدًا من الأدوات الآلية المتخصصة اللازمة لتشكيل الهيكل. تم إنتاج لدب بات النهائية في ديسمبر وعانت من مشاكل موثوقية نتيجة لهذا التسرع. كان الطلب على ههنالدبابة مرتفعًا جدًا بحيث تم توسيع التصنيع قريبًا إلى ما بعدشركة مان ليشملدايملر-بنز z Maschinenfabrik Niedersachsen-Hannover (MNH) وهينشيل أند صن في كاسل.
كان هدف الإنتاج الأولي 250 دبابة في الشهر لدى مان. تم زيادة هذا إلى 600 شهريًا في يناير 1943. على الرغم من الجهود الحازمة، لم يتم الوصول إلى هذا الرقم أبدًا بسبب تعطيل قصف الحلفاء، واختناقات التصنيع، وصعوبات أخرى. بلغ متوسط الإنتاج في عام 1943 148 شهريًا. في عام 1944، بلغ متوسطها 315 شهريًا (تم بناء 3777 في ذلك العام)، وبلغت ذروتها مع 380 في يوليو وتنتهي في نهاية مارس 1945، مع بناء ما لا يقل عن 6000 في المجموع. بلغت قوة القتال في الخطوط الأمامية ذروتها في 1 سبتمبر 1944 عند 2304 دبابة، ولكن في نفس الشهر تم الإبلاغ عن عدد قياسي من الدبابات 692 المفقودة.
اختلفت دبابة تايجر عن الدبابات الألمانية السابقة بشكل رئيسي في فلسفة التصميم. كان أسلافها يوازنون بين الحركة والدروع والقوة النارية، وكانوا يفوقهم أحيانًا خصومهم.

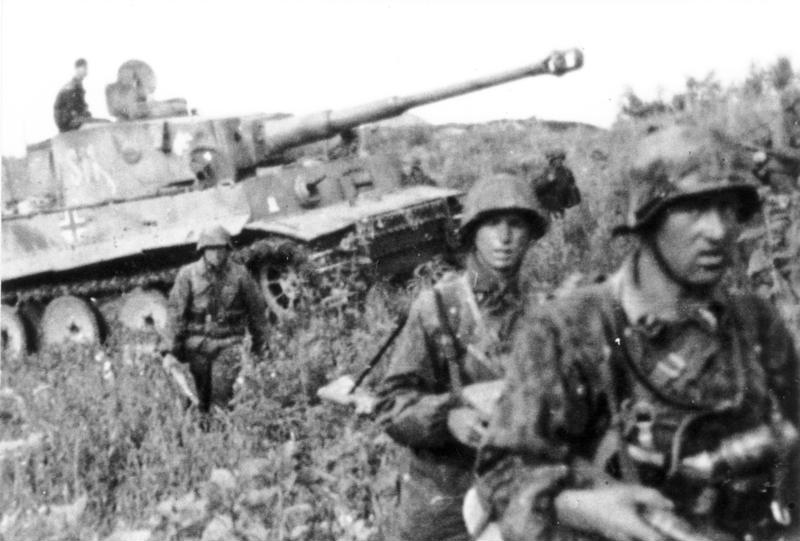
جنود فرقة إس إس بانزر الثانية، دبابة النمر الأول، خلال معركة كورسك

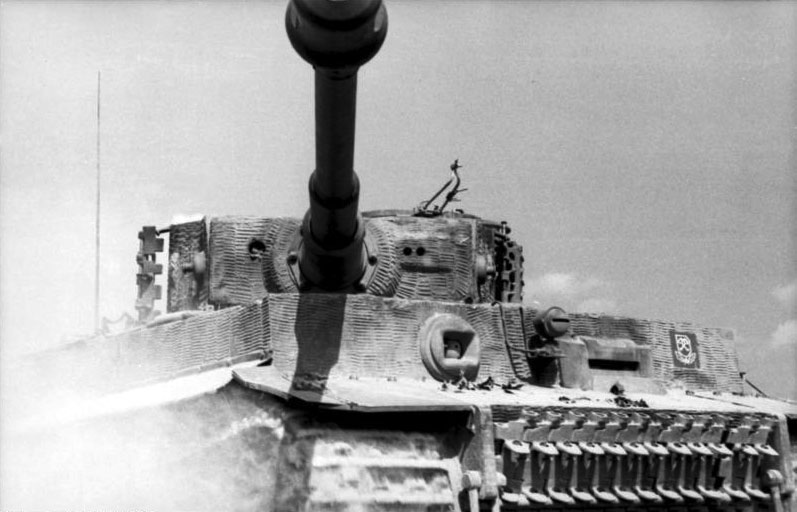
وصول درع النمر الأول بمدفع 120 مم. تم تخصيص هذا الدبابة إلى كتيبة الدبابات الثقيلة إس إس 101 التي تعمل في شمال فرنسا في عام 1944.

يمثل النمر الأول نهجًا جديدًا أكد على القوة النارية والدروع. في حين كانت هذه الدبابة ثقيلة، لم تكن أبطأ من أفضل خصومها. ومع ذلك، مع وزن أكثر من 50 طنًا، وصلت المعلقات وعلب التروس وغيرها من العناصر المماثلة بوضوح إلى حدود تصميمها وكانت الأعطال متكررة. بدأت دراسات التصميم لدبابة ثقيلة جديدة في عام 1937، دون أي تخطيط للإنتاج. جائت تصاميم الدبابات الألمانية الأحدث مثل الـ بانثر بزنة 44.8 طنا وبمدفع من عيار 75 ملم، ووصلت سماكة دروعها إلى 120 ملم، وتلتها التايغر-1 وتايغر-2 التي فاق وزنها 69 طنا، وبلغ سمك تدريعها 180 ملم في المقدمة، وتم تسليحها بالمدفع الشهير من عيار 88 ملم، كما برزت الدبابة تي-34 السوفياتية والتي شكلت علامة فارقة في تصميم الدروع حيث ركز فيها المهندسون السوفيات على الدروع المائلة، فزادت فعالية حمايتها بشكل ملحوظ، دون زيادة وزنها والتضحية بقدراتها الحركية، فتمتعت بسرعة عالية، وتسليح قوي، فكانت من أنجح دبابات تلك الحقبة. على الرغم من أن التصميم العام والتخطيط كانا متشابهين إلى حد كبير مع الدبابة المتوسطة السابقة، بانزر 4، لكن كان وزن دبابة النمر أكثر من ضعفي وزن بانز 4. وكان هذا نظرا لسمكة دروعها بكثير، ومدفع رئيسي أكبر، كمية أكبر من الوقود وتخزين الذخيرة، محرك أكبر. لم يكتمل تطوير واحدة من أشهر الدبابات في الحرب العالمية الثانية إلا بعد أن بدأت الحرب وظهرت أول دبابة ثقيلة ضخمة من طراز النمر 1 في يوليو 1942.
كان أول إنتاج لدبابات النمر جاهزًا في أغسطس 1942 ومن يوليو 1942، تم تصنيع 1,355 دبابة حتى أواخر أغسطس 1944. بلغ إنتاج النمر أعلى نقطة له في أبريل 1944، عندما تم إنتاج 105. كان السبب الرئيسي للعدد الناتج هو ضعوبة وكلفة إنتاج هذه الدبابات. من إجمالي العدد أنتج حوالي 500 خدمت في sSSPzAbts. في 7 يونيو 1943، تم عرض للسفير الياباني في ألمانيا، الجنرال أوشيما دبابة من كتيبة بانزر الثقيلة 502. تم بيع نمر واحد إلى اليابان في عام 1943، ولكن لم يتم تسليمها أبدًا بسبب حالة الحرب وتم إقراضها من قبل اليابان إلى الجيش الألماني (كتيبة الدبابات الثقيلة إس إس 101).

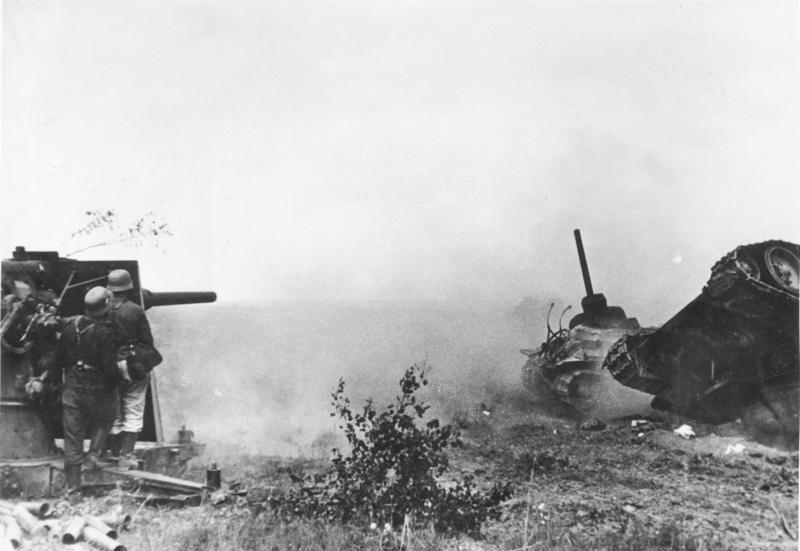
المدفع الألماني عيار 88 ملم

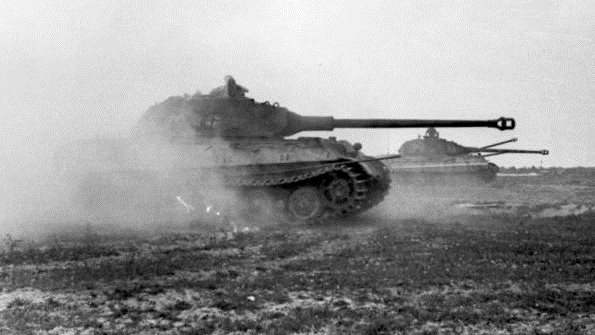
النمر الثاني (مع برج "بورش") في شمال فرنسا ، يونيو 1944

تتميز دبابة التايغر1 بمدفعها ذو العيار 88 ملم. من حيث التدريع فتبلغ سماكة الدروع الأمامية لدبابة التايغر 100 ملم. والجوانب 80ملم. والمؤخرة 60 ملم. لم تكن دبابة التايغر الألمانية تضاهي الدبابات الخاصة بالحلفاء من حيث السرعة نظرا لثقلها الكبير أي ما يقارب ال59 طن. كانت دبابات التايغر تقوم بزرع الرعب في قلوب الحلفاء. وقد ظهر ما يسمى مرض الخوف من النمر وقد تفشى بشكل واسع في صفوف الحلفاء. كانت القاعدة التي طبقها البريطانيون فيما يتعلق بمشاركة نمور هي أنه كان هناك حاجة لخمسة شيرمان لتدمير نمر واحد، ولكن كان على شيرمان واحدة فقط العودة من الاشتباك. [بحاجة لمصدر]
تلقى دبابة تايجر 1 الثقيلة في الأصل تسمية بانزر كامفاجن 6 أتش (مدفع عيار 8.8  سم) Ausf H1 - Sd.Kfz.182، ولكن بعد ذلك في مارس 1943، أعيد تعيينها إلى بانزر كامفاجن تايجر (8.8 سم أل / 56) أوسف إي - Sd.Kfz.181. كان يشار إليه عادة باسم تايجر وتايجر 1 ووبانزر 6. رسميًا، لم يكن هناك سوى نوع من دبابات النمر تم إنتاجها.

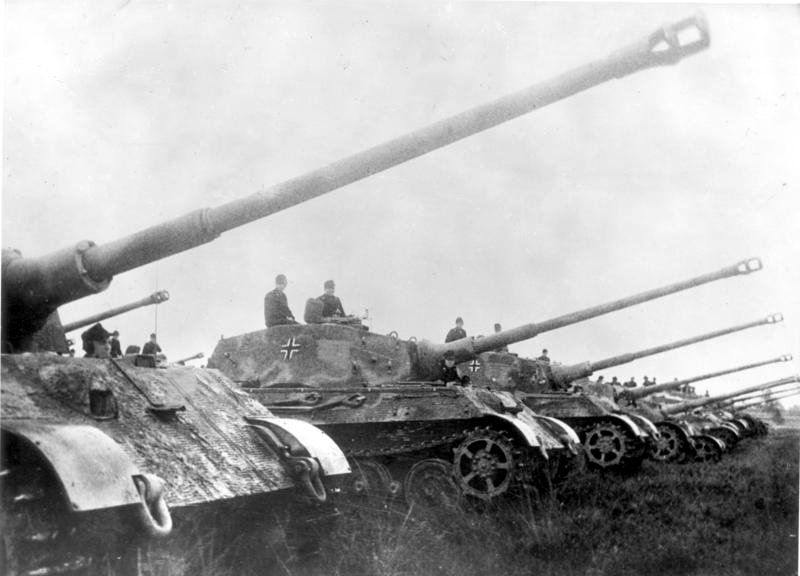
تاير الثانية لكتيبة بانزر الثقيلة 503 في التشكيل لصحيفة الأخبار الألمانية

بدأ التخطيط للنمر الثاني في وقت مبكر من مايو 1941، قبل عام من دخول النمر الأول الإنتاج. بحلول خريف عام 1942 / يناير 1943، بدأ المصممون العمل على دبابة ثقيلة جديدة من شأنها أن تحل محل النمر الأول. كانت الألواح الأمامية والجانبية منحدرة ومتشابكة، مما أدى إلى تصميم مماثل لدبابة بانثر الجديدة (Sd.Kfz.171). شاركت العديد من مكونات إنتاج بانزر الخامسة بانثر وتاير 2 في يناير 1944 وانتهت في مارس 1945 بانتا 489 مركبة فقط.
لسوء حظ الألمان، فإن تركيزهم على الحماية وقوة السلاح أضر بحركة الدبابات وموثوقيتها. كان الإنتاج الألماني غير قادر أيضًا على التنافس مع الحجم الذي أنتجته دول الحلفاء - في عام 1943، على سبيل المثال، صنعت ألمانيا 5,966 دبابة فقط، مقارنة بـ 29,497 للولايات المتحدة، و7،476 لبريطانيا، وما يقدر بـ 20000 للاتحاد السوفيتي.
كان البديل عن التغييرات المستمرة في تصميم الدبابات هو توحيد بعض التصاميم الأساسية وإنتاجها بكميات كبيرة على الرغم من تقدم التكنولوجيا إلى تحسينات جديدة. كان هذا هو حل خصوم ألمانيا الرئيسيين. كان تصميم الدبابة تي-34 السوفيتية، على سبيل المثال، تصميمًا أساسيًا ممتازًا نجا من الحرب مع تغيير رئيسي واحد فقط في التسليح، (مدفع رئيسي من عيار 76.2 ملم إلى عيار 85 ملم).

### الحرب الباردة
بعد الحرب، تم منح الألمان معدات أمريكية وتم إنشاء القوات المدرعة Panzerlehrbataillon في أبريل 1956. بدأ مشروع دبابة ليوبارد في نوفمبر 1956 من أجل تطوير دبابة ألمانية حديثة، ستاندرد بانزر، لتحل محل دبابات إم-47 باتون وإم-48 باتون التي صنعتها الولايات المتحدة للجيش الألماني، والتي، على الرغم من تسليمها للتو إلى جيش ألمانيا الغربية المعاد تكوينه مؤخرًا، كان قد عفا عليها الزمن. حصلت بورش على عقد تطوير دبابة ليوبارد سنة 1965 حيث طلب من الشركة تطوير وتحسين امكانياتها وتأثيرها القتالي إلى المعيار المطلوب في مشروع تطوير دبابة القتال الرئيسية MBT/KPz-70 وهو مشروع ألماني -أمريكي مشترك. ودام برنامج التطوير حتى انتهاء العقد سنة 1968 صارت الدبابة معروفة باسم " Vergoldeter Leopard " أو «النمر المذهب». في سنة 1967 ظهرت أول الخلافات في مشروع الدبابة MBT/KPz-70 بين ألمانيا وأمريكا. ذلك قررت وزارة الدفاع الألمانية التابعة في تطوير مشروع دبابة " Vergoldeter Leopard " والذي صار معروف بعدها " Keiler " أو «الخنزير البري».

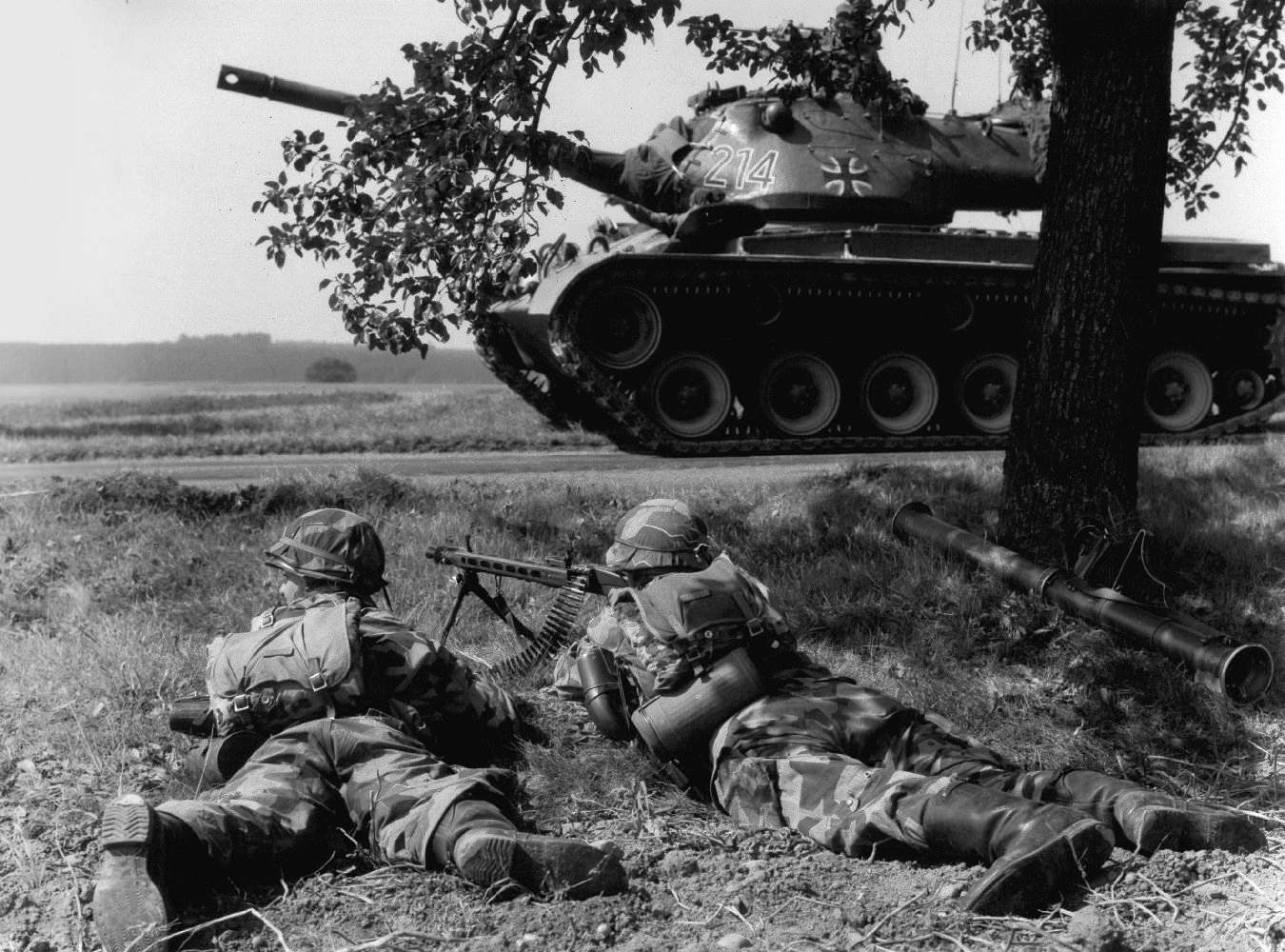
Kpz M47 - الدبابات الألمانية الغربية الأولى في عام 1956

اختيرت شركة Krauss-Maffei من ميونخ من أوائل عام 1964 فصاعدًا كمقوال رئيسي في برنامج تطوير الدبابة رفقة بورش حيث اشتركت في تطوير الهيكل والبرج، مع تسليم الدفعة الأولى بين سبتمبر 1965 ويوليو 1966. سرعان ما اشتراها عدد من أعضاء الناتو وحلفاء آخرين لألمانيا. في سنة 1969 و1970 ظهر نمودجين للدبابة تحت الاسم " ET 01 وET 02 ". كل منهما عمل بمحرك " MB 872 engine " ذو ال 10 اسطوانات الذي بني في 1969 بنهاية برنامج الدبابة الألمانية الأمريكية. حيث حاول المكتب الألماني لتكنلوجيا الدفاع دمج بعض اجزائر مشروع الدبابة الملغات MBT/KPz-70 في مشروع دبابة ليوبارد الذي صار معروف بعد تطويره باسم "Eiler" أو " الخنزير لكن النمودج لم يفي بالمتطلبات.

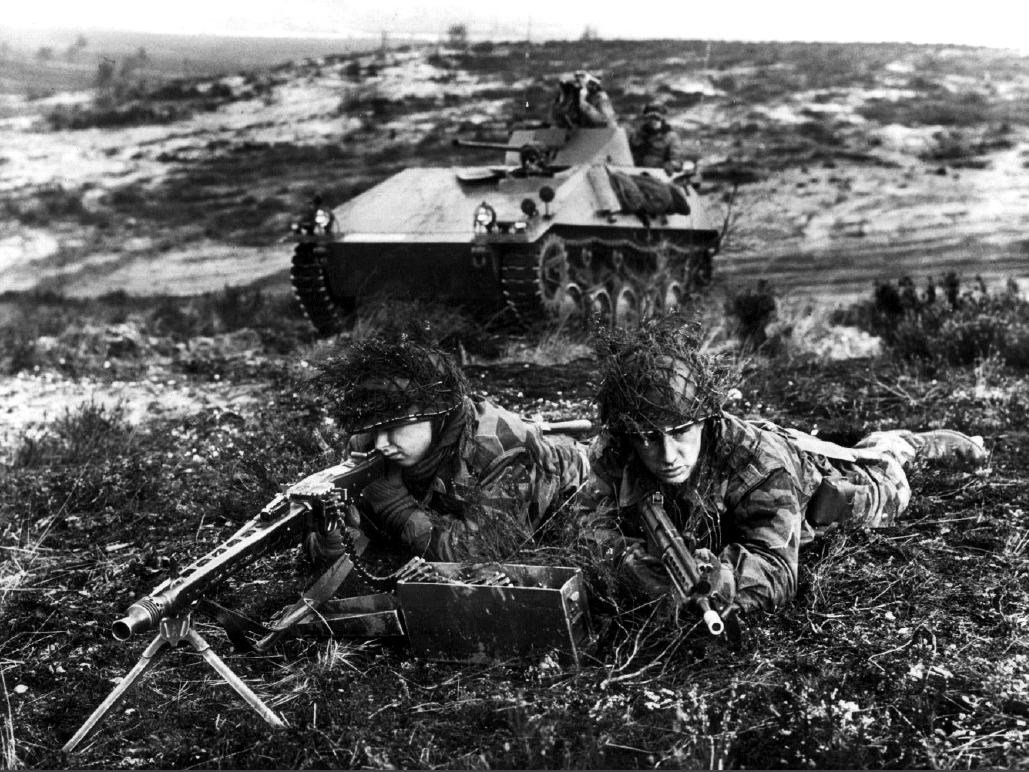
جنود البوندسهير الألمان أثناء التمرين عام 1960

بعد تسليم الدفعة الأولى، كانت الدُفعات الثلاث التالية هي طراز ليوبارد 1A1، والذي تضمن نظامًا جديدًا لتثبيت المدفع من كاديلاك-غيج، مما سمح للدبابة بإطلاق النار بشكل فعال أثناء الحركة. أضافت 1A1 أيضًا «التنانير» الشهيرة على طول الجوانب لحماية المسارات العلوية، وسترة حرارية جديدة على ماسورة المدفع للتحكم في التدفئة. كان التغيير الأقل أهمية هو استخدام كتل مطاطية مستطيلة مثبتة على المداس باستخدام دبوس واحد بدلاً من الإصدارات السابقة ذات الشكل الثنائي. يمكن استبدال الكتل المطاطية بسهولة بأشرطة معدنية على شكل حرف إكس للحركة على الجليد والثلج في الشتاء.

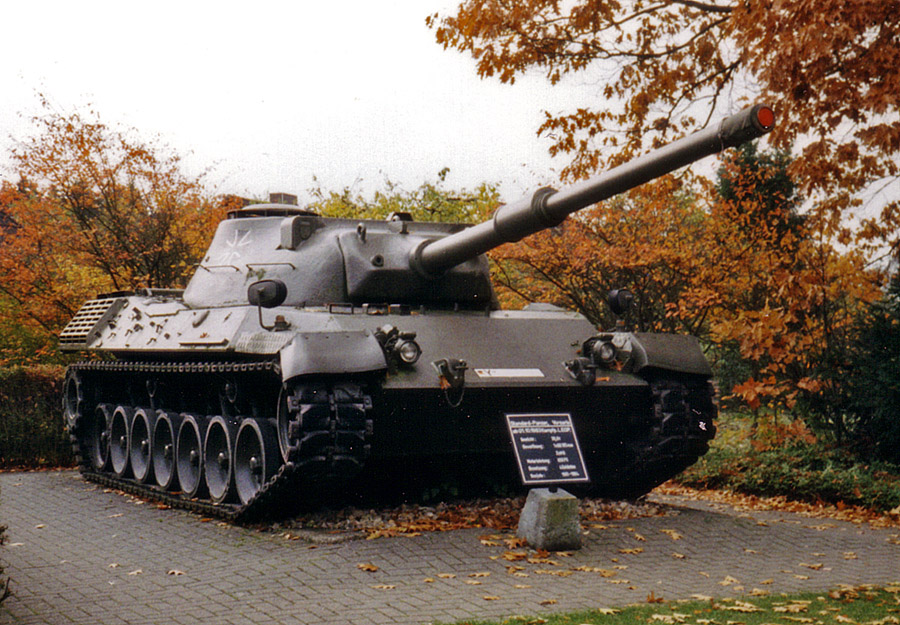
نموذج الثاني لدبابة ليوبارد 1

بين عامي 1974 و1977، تم جلب جميع الآلات في الدُفعات الأربع الأولى إلى نفس معيار ليوبارد 1A1A1، وتم منحها درع برج إضافي تم تطويره بواسطة بلوم+فوس. تم تركيب نظام تكثيف الصورة PZB 200 في صندوق كبير في الجزء العلوي الأيمن من المدفع، مما أدى إلى إنشاء دبابة ليوبارد 1A1A2. أدت ترقية أخرى مع أجهزة الراديو الرقمية SEM80 / 90 إلى إنشاء ليوبارد 1A1A3. في سنة 1970 استمرت ألمانيا بتطوير دباباتها وزودت الدبابة بمحرك "MTU" الذي طور خصيصا للدبابة المشتركة مع أمريكا " MBT/Kpz-70 " لغرض التجربة والذي ركب على النمادج السبعة التي كانت تطورها «شركة Krauss-Maffei».من الدير بالملاحظة أن الكثير من دبابة ليوبارد 1 A4 كان مأخود من النودج المشترك MBT/KPz-70 مثل الجنازير والعجلات وكذلك المحرك MTU MB-873 Ka-500 ذو 12 اسطوانة ويبرد بالماء ويقبل 4 أنواع من الوقود ومولد باستطاعة 20 كيلو واط وعلبة التروسومرشحات الهواء والتبريد وأنظمة الكبح ووالتي شكلت مجموعة مرتبطة مع امكانية استبدالها فقط في 15 دقيقة .
10 ابراج من أصل 17 برج جهزة بمدفع أملس من عيار 105 ملم بينما جهزة النمادج ال 7 الأخرى بمدفع املس عيار 120 ملم. وقد صمم كل المن المدفعين من قبل شركة ريمينتال.

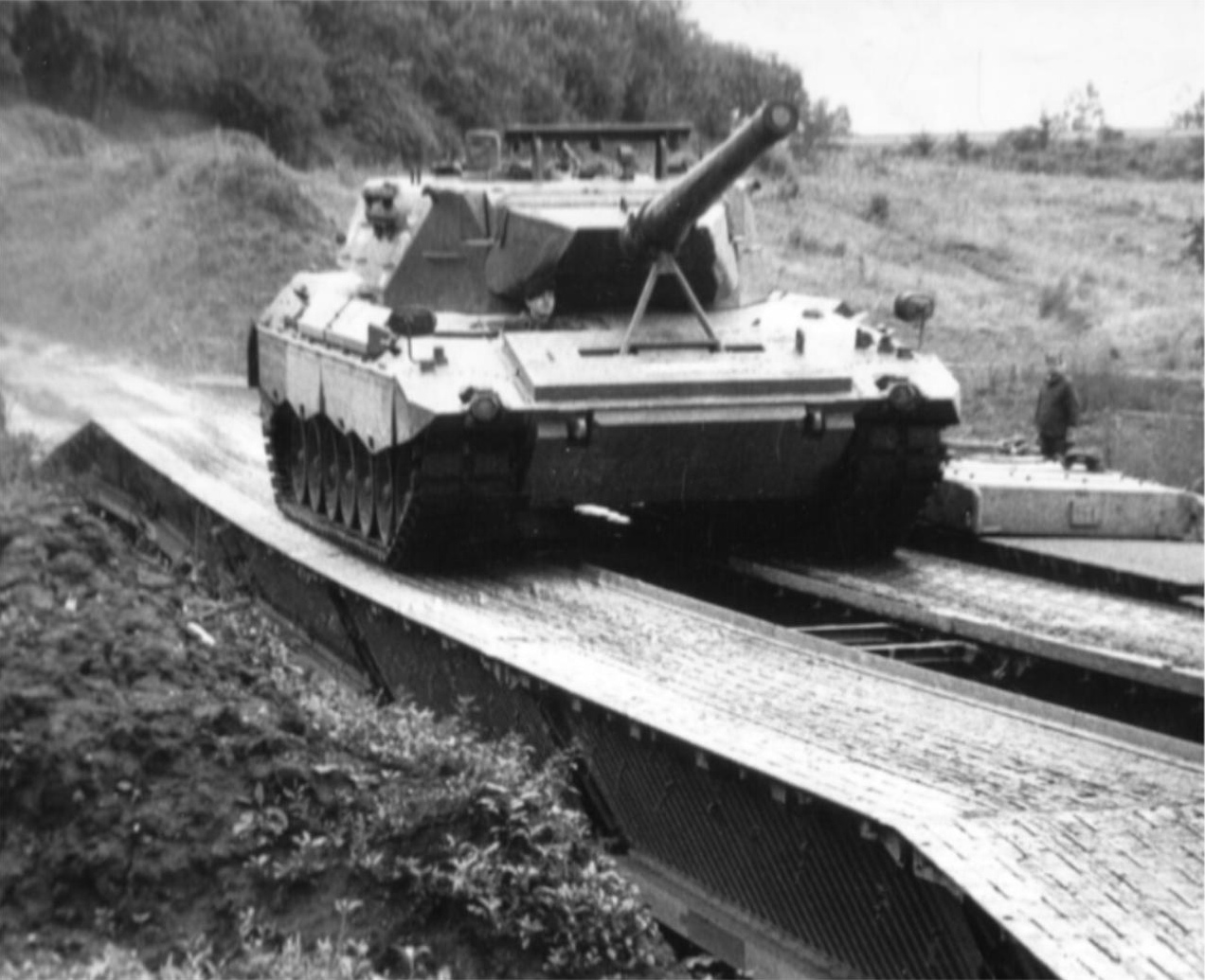
نموذج ليوبارد 2

التحاليل العسكرية لحرب يوم الغفران 1973 بينت بشكل واضح ان حماية الدروع تعتبر عامل حاسم في المعارك المستقبلية كانت النتيجة تطوير الدبابة ليوبارد 2 إلى الصنف التحميل العسكري 60 طن والذي يسمح برفع وزن الدبابة إلى 60 طن وهذا للاستفادة من التدريع الجيد وتعديل البرج مع درع جديد متعدد الطبقات حيث كانت هذه الخطوة التحول من ليوبارد 2 إلى ليوبارد 2 AV. في منتصف عام 1976، تم تجميع نموذج أولي يسمى ليوبارد 2AV (إصدار Austere) لأنه يحتوي على نظام مبسط للسيطرة على الحرائق، وتم شحنه إلى الولايات المتحدة الأمريكية. وصلت إلى الولايات المتحدة بحلول نهاية أغسطس 1976 وأجريت اختبارات مقارنة بين نماذج ليوبارد 2 وXM1 (اسم النموذج الأولي لدبابة إمبراز M1) من 1 سبتمبر في أبردين بروفينج جراوند، استمرت حتى ديسمبر 1976. أفاد الجيش الأمريكي أن ليوبارد 2 وXM1 يمكن مقارنتهما بالقوة النارية والتنقل، لكن XM1 كانت متفوقة في حماية الدروع. (نعلم اليوم أن هذا كان صحيحًا فيما يتعلق بقذيفة حشوة مشكلة؛ ولكن ضد هجوم KE، كانت ليوبارد 2 محميًة مرتين تقريبًا مثل M1 الأصلية.)
في 1973 دخلت الولايات المتحدة الأمريكية في مفاوضات مع الجانب الألماني لتوحيد بعض امكانياتالدبابة لكتا الدولتين ونتيجة للاتفاق بدأ سنة 1976 بدراسة أمكانية تعديل دبابات ليوبارد 2 إلى نسخة تفي بمتطلبات والقيود الأمريكية لذلك قام كل من بورش وKrauss-Maffei, وWegmann بتصميم وبناء ليوبارد 2 AV. شملت التعديلات ادخال الدرع المتعدد الطبقات مثل الدرع البريطاني تشوبهام المتطور المصنع من طبقات من الفولاد والسيراميك. وإضافة برج جديد ونظام تحكم بالنيران متطور حيث بني هيكل و3 أبراج بحلول 1976. البرج الأول كان يتمتع بنظام سيطرة على النيران من نوع هيوز ومدفع أملس L7A3 عيار 105 ملم. والبرج الثاني كان يمتلك نفس المدفع لكن تم تغيره إلى مدفع عيار 120 ملم أملس من شركة راينميتال. أما البرج الثالث كان يحمل نظام سيطرة على النيران ألماني بضمن ذالك EMES 13 وقد كان مستعمل في النمادج التجربية في ألمانيا، وقد بني برج إضافي ممثاثل للبرج الثالث لكن بمدفع عيار 120 ملم.
كانت ألمانيا تنوي اختبار ليوبارد2 AV في نفس الوقت الذي تختبر فيه أمريكا دبابتها XM1 المطورة من قبل شركتي كرايسلر وجنيرال موتورز وقررت في النهاية اطلاق تطوير شامل من تصميم كرايسلر. وصل أول نمودج من الدبابة الألمانية في أغسطس 1976 ليتم تجربته مع النمودج الأمريكي XM1 على اراضي الاختبار. واستمر الاختبار حتى ديسمبر 1976 قبل ان يعلن الجيش الأمريكي ان الدبابتين كانتا متقاربتين في القوة النارية وقابلية الحركة مع تفوق للدبابة الأمريكية في الحماية لذلك اختار الجيش الأمريكي دبابة XM1 بينما اعيد النمودج الألماني إلى ألمانيا. في سبتمبر 1977 قررت وزارة الدفاع الألمانية المضي قدما في إنتاج 1800 دبابة ليوبارد 2، والتي طلب تسليمها على 5 دفعات وقد فاز بالعقد شركة Krauss-Maffei كمقاول رئيسي ومدير الأنظمة وبنسبة 55% وشركة MaK حصلت على 45% وحصلت Wegmann على التنسيق العام والبرج حيث ركبت نظام السيطرة على الحريق EMES 15 والذي طور من قبل شركة هيوز بالتعاون مع مجموعة اطلس اليكترونيك مع مدفع 120 من شركة راينميتال.
تم صنع العديد من إصدارات ليوبارد 2 وأصبح تصديرها شائعًا جدًا في التسعينات، عندما عرض الجيش الألماني المتقلص العديد من دبابات ليوبارد 2s الزائدة بسعر مخفض. أصبح تناجحًا بما فيه الكفاية في أوروبا لدرجة أن الشركة المصنعة بدأت تسميتها ليوبارد أوروبا، ولكن مع المزيد من الطلبات غير الأوروبية، يتم استخدام اسم «ليوبارد العالمية» الآن بدلاً من ذلك. ومع ذلك، تمتلك كل من فرنسا وبريطانيا وإيطاليا دبابات القتال الرئيسية الخاصة بها حاليًا (لوكلير وتشالنجر 2 وأرييتي على التوالي). أثبتت ليوبارد انها الدبابة الأفضل والأكثر تقدما على مستوى العالم بهذه الفترة من حيث قابلية الحركة والقوة النارية والحماية وفي ذلك الوقت لم تكن هناك أي دبابة تجمع هذه العناصر الثلاثة فمثلا الدبابة البريطانية تشيفتن كانت تتمتع بقوة نارية جيدة وحماية ممتازة لكن قابلية الحركة سيئة جدا. أما الفرنسية AMX-30 كان لذيها مدفع جيد وقابلية حركة جيدة لكن تدريع ضعيف جدا.

### ما بعد الحرب الباردة
في عام 1984 خططت ألمانيا لتطوير دبابة قتالية جديدة تسمى بانزر كامفاجن 2000 (PzKW 2000). في عام 1988 تم نشر متطلبات هذه الدبابة، لم يتم تصميمها كدبابة تقليدية، يجب أن ة شتمل على تقنيات رقمية متطورة ومدفع من عيار 140 ملم جديد  للوصول إلى مستوى أعلى من حماية الدروع من خلال الحصول على نفس الوزن مثل دبابة ليوبارد 2، تم تخفيض طاقم PzKW 2000 إلى رجلين فقط، كانا موجودين داخل الهيكل.

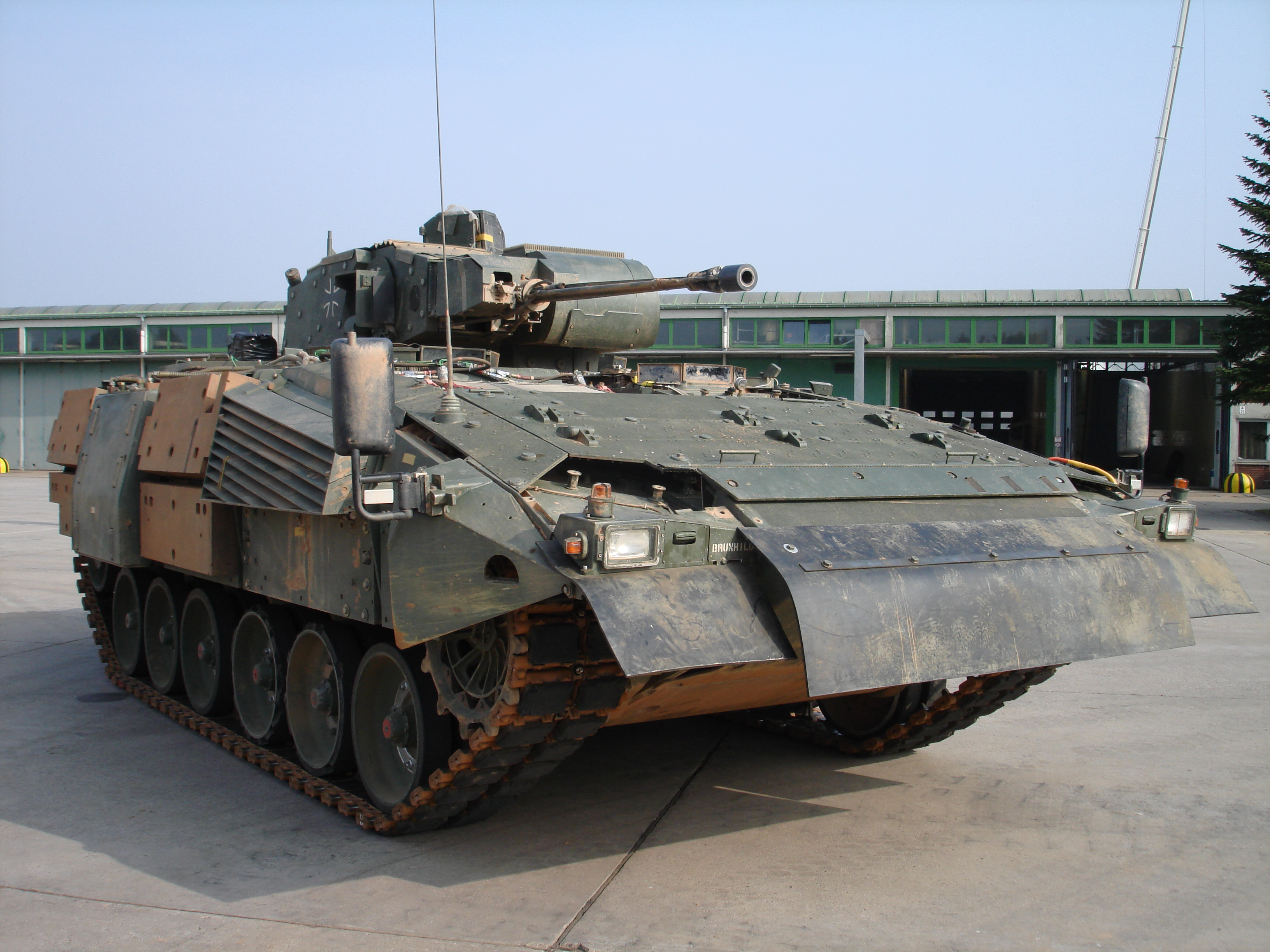
SPz Puma

لاختبار هذا المفهوم الجديد لطاقم من رجلين، تم تعديل دبابتين من طراز ليوبارد 1 (تسمى VT-2000). تم إلغاء PzKW 2000 بسبب التغييرات السياسية خلال 1989 و1990. 
كان مشروع دبابة المعركة الرئيسية الألمانية التالية جزءًا من برنامج Neue Gepanzerte Plattform (منصة جديدة)، والذي كان يهدف إلى تطوير ثلاث نسخ من منصات مشتركة: الأول للدبابة والثاني لمركبة قتال مشاة، والأخير كان مصمم للاستخدام في مركبات الدعم مثل سلاح ذاتي الحركة مضاد للطائرات.  ستسلح الدبابة بمدفع من عيار 140 ملم، يديره رجلين فقط وباستخدام درع مركب. لذلك، سيكون وزن هذه المركبة بين 55 طنا و77 طنا. تم إلغاء المشروع في عام 2001. لم يتم إنشاء نماذج أولية حقيقية، تم بناء Experimentalträger Gesamtschutz (EGS) فقط، وهو نموذج اختباري للدروع. يعتمد SPz Puma على بعض أجزاء متغير من مركبة قتال المشاة Neue Gepanzerte Plattform.

## التاريخ القتالي

### الحرب العالمية الأولى

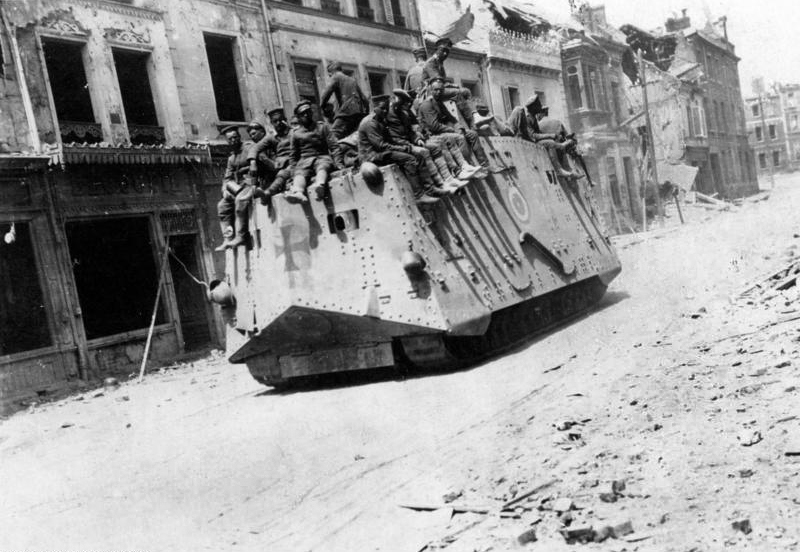
دبابة إيه7في في روي في 21 مارس 1918.

تم استخدام دبابة إيه7في لأول مرة في القتال في 21 مارس 1918. تم نشر خمس دبابات تحت قيادة هاوبتمان جريف شمال قناة سانت كوينتين. عانت ثلاثة دبابات إيه7في من أعطال ميكانيكية قبل دخولهم القتال؛ ساعد الزوج المتبقي على إيقاف اختراق بريطاني طفيف في المنطقة، لكن بخلاف ذلك لم تشهد سوى القليل من القتال في ذلك اليوم.
أولمعركة دبابة ضد دبابة وقعت بتاريخ 24 أبريل 1918، عندما قامت ثلاثة دبابات إيه7في (بما في ذلك هيكل السيارة رقم 561، والمعروفة باسم "Nixe") بالمشاركة في هجوم المشاة مع ثلاث دبابات مارك 4 بالقرب فيلرز Bretonneux. تضررت الدبابات على طرفي المعركة . أفاد الملازم الثاني فرانك ميتشل أنه تراجعت دبابتي مارك بعد تعرضهما للتلف برصاص خارق للدروع. لم يتمكنوا من إتلاف دبابات إيه7في ببنادقهم الآلية. ثم هاجمت ميتشل الدبابة الألمانية الرائدة، بقيادة الملازم الثاني فيلهلم بيلتز، بستة قذائف من دبابته الخاصة وأخرجها. ضربها ثلاث مرات، وقتل خمسة من أفراد الطاقم عندما كان يتم انقاذهم.

### الحرب الأهلية الإسبانية

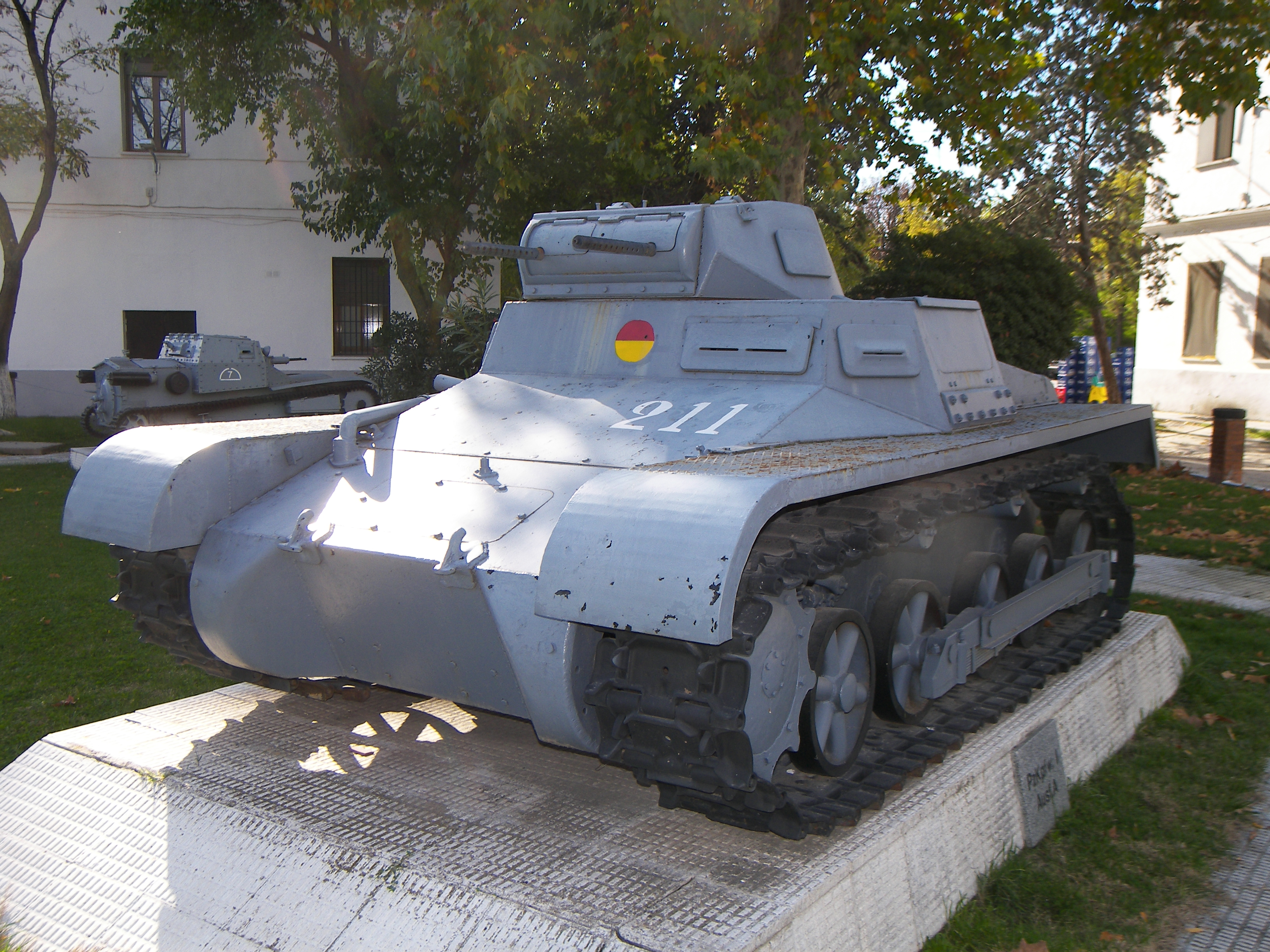
Panzer I Ausf A في متحف El Goloso للمركبات المدرعة ، في إسبانيا

في 18 يوليو 1936، اندلعت الحرب في شبه الجزيرة الأيبيرية مع دخول إسبانيا إلى حالة حرب أهلية. بعد فوضى الانتفاضة الأولى، اجتمع طرفان وبدأوا في تعزيز موقفهم - الجبهة الشعبية (الجمهوريون) والجبهة القومية الإسبانية. في مثال مبكر لحرب بالوكالة، تلقى كلا الجانبين بسرعة الدعم من دول أخرى، أبرزها الاتحاد السوفيتي وألمانيا، الذين أرادوا اختبار تكتيكاتهم ومعداتهم. وصلت أول شحنة من الدبابات الأجنبية، خمسين دبابة سوفيتية تي-26، في 15 أكتوبر. وكان الشحنة تحت إشراف بحرية ألمانيا النازية كريغسمارينه واستجابت ألمانيا على الفور بإرسال إحدى وأربعين بانزر I's إلى إسبانيا بعد بضعة أيام. وأعقب هذه الشحنة الأولى أربع شحنات أخرى من بانزر 1 أوسف بي  بإجمالي 122 مركبة.
تم وضع الشحنة الأولى من دبابات بانزر I's  تحت قيادة المقدم ويلهلم ريتر فون ثوما في Gruppe Thoma (يشار إليها أيضًا باسم Panzergruppe Drohne). شكلت Gruppe Thoma جزءًا من Gruppe Imker، التشكيلات الأرضية لفيلق كوندور الألماني، الذي قاتل إلى جانب قوميين فرانكو. بين يوليو وأكتوبر، وضع تقدم القوميين السريع من إشبيلية إلى توليدو في موقع يسمح لهم بالاستيلاء على العاصمة الإسبانية مدريد. ومع تقدم الوطني وسقوط مدينة Illescas بيد الجيوش الوطنية في 18 أكتوبر 1936 تسبب في فرار حكومة الجمهورية الشعبية الثانية للجبهة الشعبية، بما في ذلك الرئيس مانويل أزانيا، إلى برشلونة وفالنسيا. في محاولة لوقف المد القومي وكسب وقت حاسم للدفاع عن مدريد، تم نشر الدروع السوفيتية جنوب المدينة تحت قيادة العقيد كريفوشين قبل نهاية أكتوبر. في هذا الوقت، تم إلقاء العديد من الدبابات تي-26 بقيادة الكابتن بول أرمان في هجوم جمهوري مضاد موجه نحو بلدة توريخون دي فيلاسكو في محاولة لقطع تقدم الوطنيين شمالًا. كانت هذه أول معركة دبابات في الحرب الأهلية الإسبانية. على الرغم من النجاح الأولي، تسبب ضعف الاتصال بين القوات المدرعة السوفيتية والمشاة الجمهوريين الإسبان في عزل قوة الكابتن أرمان والتدمير اللاحق لعدد من الدبابات. تميزت هذه المعركة أيضًا بالاستخدام الأول للمولوتوف ضد الدبابات. قاتلت قوات المدرعات بانزر التابعة لريتر فون ثوما بانزر لجانب القوميين بعد أيام فقط في 30 أكتوبر، وواجهت مشاكل على الفور. مع تقدم قوات الدروع للوطنيين، انخرطت كتيبة كوميون دي باريس، المجهزة بالمركبات السوفييتية المدرعة BA-10 [بحاجة لمصدر].
كان مدفع من عيار 45 ملم (1.7   في) في BA-10 أكثر من كافية لضرب دبابة بانزر 1 الضعيفة التدريع في نطاقات أكثر من 500 متر (550   yd).
|             | تي-26      | بانزر الأول          | كارو فيلوتشي 33             | كارو فيلوتشي 35         |
| وزن         | 9.4 ر      | 5.4 ر                | 3.15 ر                      | 2.3 ر                   |
| بندقية      | 45 مدفع مم | 2 × 7.92 مم إم جي-13 | رشاش من عيار 6.5 مم أو 8 مم | رشاش من عيار 8 مم بريدا |
| الذخيرة     | 122 طلقة   | 2,250 طلقة           | 3,200 8 مم أو 3,800 6.5 مم  | 3,200                   |
| الطريق نطاق | 175 كم     | 200 كم               | 125 كم                      | 125 كم                  |
| درع         | 7-16 مم    | 7-13 مم              | 5-15 مم                     | 5-13.5 مم               |

| تاريخ          | عدد المركبات | معلومة اضافية             |
| -------------- | ------------ | ------------------------- |
| أكتوبر 1936    | 41           | شكلت جزءا من فيلق الكندور |
| ديسمبر 1936    | 21           |                           |
| أغسطس 1937     | 30           |                           |
| نهاية عام 1937 | 10           |                           |
| يناير 1939     | 30           |                           |
| مجموع:         | 132          |                           |

## قائمة الدبابات في الجيش الألماني

### الحرب العالمية الأولى
- إيه7في
- كيه-واجن (نموذج أولي)
- LK I (نموذج أولي)
- LK II (نموذج أولي)

### الحرب العالمية الثانية
- بانزر الأولى
- بانزر الثانية
- بانزر 35 (ر)
- بانزر 38 (ر)
- بانزر الثالثة
- بانزر الرابعة
- (VK 30.01 (H (نموذج أولي)
- في كيه 30.01 (بيه) (نموذج أولي)
- (VK 36.01 (H (نموذج أولي)
- نويباوفارتسويغ (نموذج أولي)
- بانثر
- E-50 Standardpanzer (المخططات فقط)
- تايجر 1
- تايجر (بيه)
- تايجر 2
- بانزر سبعة لوف (المخططات)
- بانزر 8 ماوس (2 صنعت فقط)
- E-75 Standardpanzer (المخططات فقط)
- بانزركامفاجن إي-100 (نموذج أولي غير مكتمل)
- لاندكروزر ب. 1000 رات (مقترح)
- Durchbruchswagen II (المشروع)
- بانزر IV H
- في كيه 1602 ليوبارد (تجريبي)

### مدمرات الدبابات المستخدمة في الحرب العالمية الثانية
- بانزرييغا 1
- ماردر الأولى
- ماردر الثاني
- ماردر الثالث
- هيتزر
- ستوج الثالث
- ستوج الرابع
- ياجبانزر4
- ياغدبانثر
- إيليفانت
- ديكر ماكس
- ناسهون
- Heuschrecke 10
- Rheinmetall-Borsig Waffenträger (المشروع)
- ستورر إميل
- ياجتايجر
- إي-25 (المخططات فقط)

### مدفعية ذاتية الدفع استخدمت في الحرب العالمية الثانية
- Sturmpanzer I Bison
- Sturmpanzer II Bison
- جرييل
- هومل
- ويسب
- شتورمبانزر 4
- ستورم تايجر
- لاندكروزر ب. 1500 مونستر (نموذج أولي)

### العصر الحديث
- إم-47 باتون
- إم-48 باتون
- ليوبارد 1
- TAM (قيد الاستخدام أيضًا في الجيش الأرجنتيني)
- لينس (قيد الاستخدام في الجيش الإسباني)
- ليوبارد 2

### مدمرات الدبابات الحديثة
- جاكوار 1
- جاكوار 2
- كانونينياجبانزر
- Raketenjagdpanzer 1
- Raketenjagdpanzer 2

### مدفعية ذاتية الدفع حديثة
- بانزيرهابيتز 2000

## قائمة المراجع
- Buckley، John (2004). British Armour in the Normandy Campaign, 1944. London: F. Cass. ISBN:978-0-7146-5323-5.
- Jarymowycz، Roman (2001). Tank Tactics: from Normandy to Lorraine. Boulder: L. Rienner Publishers. ISBN:978-1-55587-950-1.
- Jentz، Thomas؛ Doyle، Hilary (1997). Germany's Tiger Tanks - Vk45 to Tiger II: Design, Production & Modifications. West Chester: Schiffer Publishing. ISBN:978-0-7643-0224-4.
- Jentz، Thomas؛ Doyle، Hilary (1993). Kingtiger Heavy Tank, 1942-45. London: Osprey. ISBN:1-85532-282-X.
- Jentz، Thomas (1996). Panzertruppen 2: The Complete Guide to the Creation & Combat Employment of Germany's Tank Force 1943-1945. Schiffer. ISBN:978-0-7643-0080-6.
- Manchester، William (2003). The Arms of Krupp, 1587-1968: The Rise and Fall of the Industrial Dynasty That Armed Germany at War. Boston: Back Bay Books. ISBN:978-0-316-52940-2.
- Perrett، Bryan (2000). Sturmartillerie and Panzerjager 1939-45. London: Osprey. ISBN:978-1-84176-004-9.
- Pöhlmann، Markus (2016). Der Panzer und die Mechanisierung des Krieges: Eine deutsche Geschichte 1890 bis 1945. Paderborn: Ferdinand Schöningh. ISBN:978-3-506-78355-4.
- Schneider، Wolfgang (1990). Elefant Jagdtiger Sturmtiger: Rarities of the Tiger Family. West Chester: Schiffer Publishing. ISBN:978-0-88740-239-5.
- Schneider، Wolfgang (2000). Tigers in Combat I. Mechanicsburg: Stackpole Books. ISBN:978-0-8117-3171-3.
- Schneider، Wolfgang (2005). Tigers in Combat II. Mechanicsburg: Stackpole Books. ISBN:978-0-8117-3203-1.
- Számvéber, Norbert (2000). Nehézpáncélosok. A német 503. nehézpáncélos-osztály magyarországi harcai (بالمجرية). Hadtörténeti Levéltár. ISBN:963-00-2526-4.
- Wilbeck، Christopher (2004). Sledgehammers: Strengths and Flaws of Tiger Tank Battalions in World War II. The Aberjona Press. ISBN:978-0-9717650-2-3.
- Zaloga، Steve (1994). IS-2 Heavy Tank 1944-1973. London: Osprey Publishing (UK). ISBN:978-1-85532-396-4.